# Prima ondata femminista

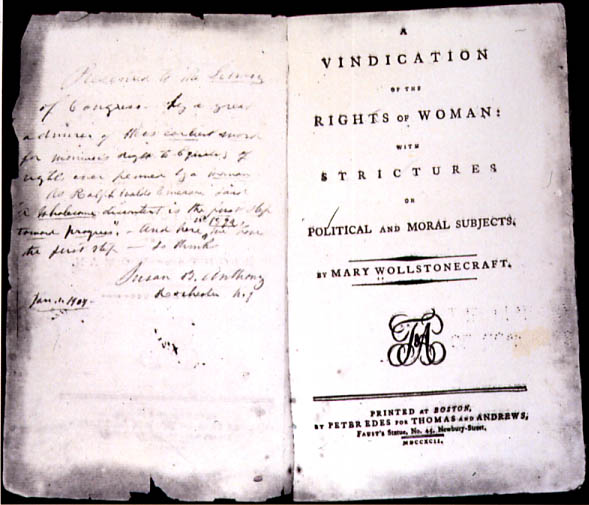
Frontespizio della Rivendicazione dei diritti della donna di Mary Wollstonecraft, con riflessioni sulla politica e sulla morale. Nella sua opera Wollstonecraft chiedeva maggiori diritti per le donne. Articolo pubblicato nel 1792 a Boston negli Stati Uniti.

Con il termine femminismo della prima ondata si indica il periodo di attivismo e di filosofie femministe che va dalla prima metà del XIX all'inizio del XX secolo in tutto il mondo, ma soprattutto nei paesi occidentali. Esso si concentrò specificamente sulle questioni legali, in primo luogo sul conseguimento del suffragio femminile.
Il femminismo ha le sue origini nel XVIII secolo, in particolare nella corrente culturale e filosofica dell'Illuminismo; in questo movimento vi fu un'accesa controversia nei riguardi dell'uguaglianza sociale e della differenza di genere. All'epoca comparve un nuovo discorso critico che usava le categorie universali di questa filosofia politica: il movimento illuministico pertanto non era femminista alle sue radici.
Le origini politiche del femminismo provenivano dalla rivoluzione francese (1789); quest'evento fece nascere e crescere l'idea di traguardi e finalità fondamentali quali l'uguaglianza giuridica, le libertà personali e i diritti politici, ma giunse presto ad una vasta contraddizione interna che segnò la lotta del primo femminismo: le libertà e diritti fondamentali e l'uguaglianza giuridica che furono le grandi conquiste delle rivoluzioni liberali non influirono sulla condizione femminile.
La teoria politica di Jean-Jacques Rousseau designò l'esclusione delle donne dal campo dei beni e dei diritti, ma fu proprio durante la rivoluzione francese che la voce delle donne cominciò ad esprimersi collettivamente (vedi donne nella rivoluzione francese).

## Origine dell'espressione

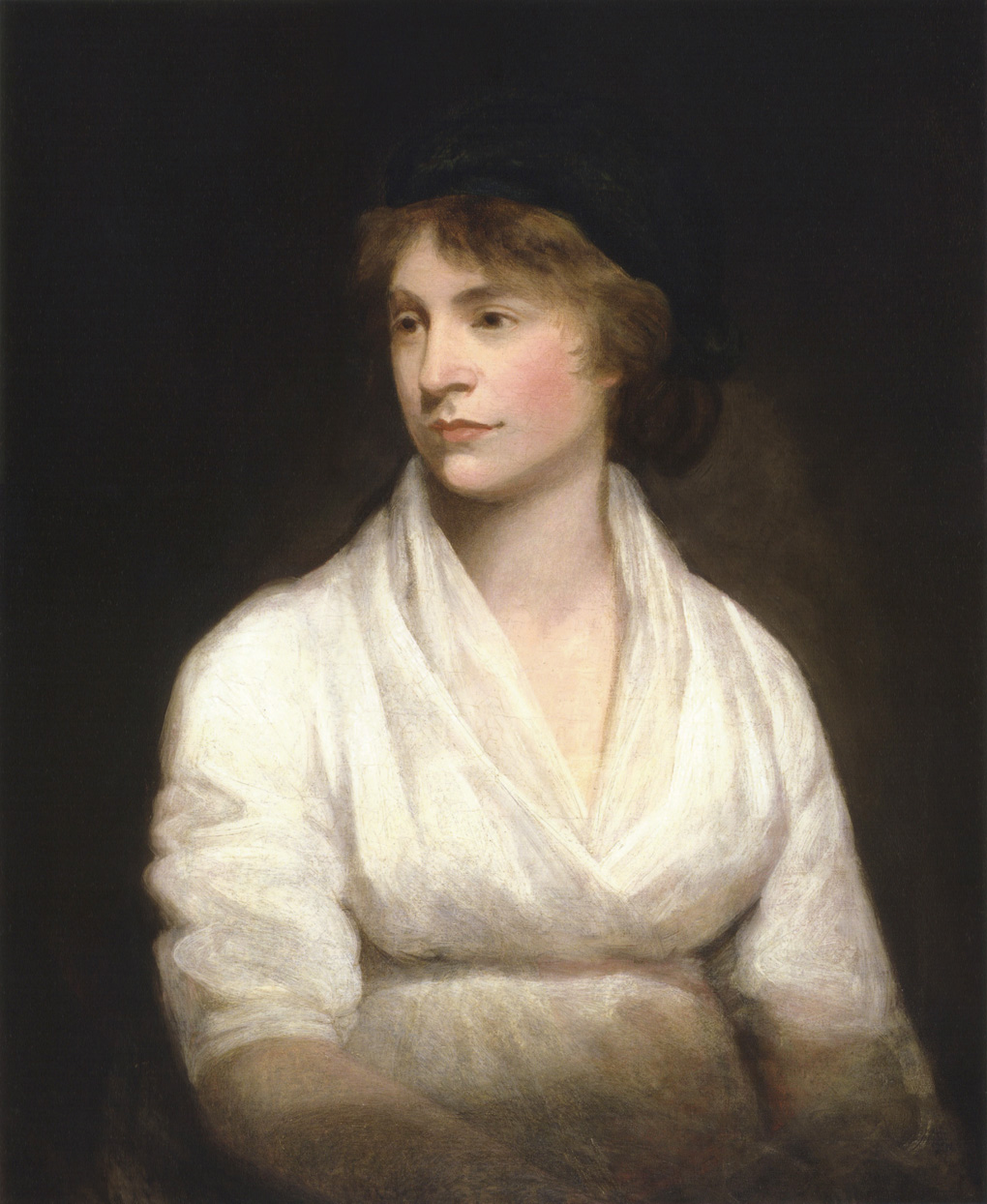
Ritratto di Mary Wollstonecraft, dipinto di John Opie.

Le femministe del XIX e dell'inizio del XX secolo non sono mai state presentate come parte di un'"onda"; questo concetto concerne le femministe statunitensi degli anni sessanta e settanta le quali rivendicarono per sé l'appellativo di seconda ondata femminista: esse fanno quindi entrare le loro lotte all'interno di una lunga storia con periodi distinti.
Una prima ondata, esclusivamente americana, si riflette chiaramente nella delimitazione tra la Convenzione di Seneca Falls del 1848 e l'adesione al voto nel 1920. Questa fu seguita da un riflusso della lotta delle donne dopo la seconda guerra mondiale per riprendere vigore e tono nel corso degli anni sessanta
La definizione di "prima ondata" venne coniata per la prima volta nel marzo 1968 dalla giornalista Martha Weinman Lear sul The New York Times Magazine la quale utilizzò contemporaneamente anche il termine di "seconda ondata femminista" per riferirsi agli eventi a lei contemporanei. Il termine si diffuse poi in tutta Europa: in Francia la formazione di gruppi informali nel 1968 e la deposizione di una corona di fiori sulla tomba del Milite Ignoto indirizzata alla "moglie del milite" (26 agosto 1970) servì a datare la seconda ondata e retrospettivamente fare di tutte le femministe dei decenni precedenti degli esponenti della prima ondata.
A quel tempo il movimento femminista si concentrò eminentemente sulle disuguaglianze de facto (non ufficiali), che volle distinguere dagli obiettivi delle prime femministe; purtuttavia il diritto all'istruzione e all'occupazione, l'accesso ai diritti civili e il controllo della riproduzione furono anch'essi punti importanti nelle lotte femministe della prima ondata.

## Storia
L'emergere di un movimento femminista segna l'inizio della prima ondata, per ogni paese poi l'accesso al suffragio ne delimita i margini posteriori; tuttavia questo non avviene allo stesso tempo in ogni stato, le date esatte differiscono. Questo non vuol dire che prima del XIX secolo nessuno si fosse preoccupato delle condizioni di vita delle donne; fin dal medioevo venne sollevata la questione della misoginia, ma non prima della seconda metà del XIX secolo le donne si strutturarono in un vero e proprio movimento civile.
Negli Stati Uniti d'America la Convenzione di Seneca Falls del 1848 viene spesso scelta come punto di partenza del femminismo; nel Regno Unito nessun evento può dare una data precisa di nascita, anche se la pubblicazione di opere del tardo XVIII secolo solleva a poco a poco la questione del ruolo delle donne nella società ad un ampio pubblico. In Francia la parziale libertà di parola vigente all'inizio del Secondo Impero francese permette l'emergere del femminismo dopo André Léo, alias Léodile Champseix.
Infine, in Germania e nel resto d'Europa le rivoluzioni del 1848 (primavera dei popoli) portarono con sé il desiderio femminile per una maggiore libertà, come accadde nell'impero russo con l'avvento di Alessandro II di Russia.

### Precursori

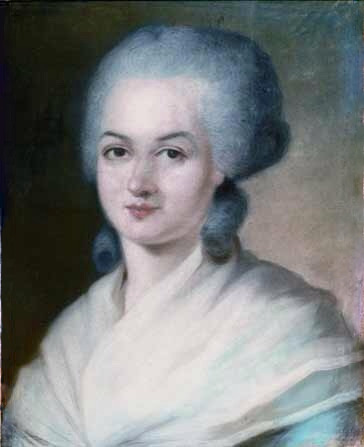
Ritratto di Olympe de Gouges.

In accordo con l'autrice Miriam Schneir Simone de Beauvoir scrisse che la prima donna a "prender la penna in mano in difesa del suo sesso" fu la francese di origini italiane Christine de Pizan nel XV secolo; Agrippa von Nettesheim e Moderata Fonte furono invece attive nel XVI secolo, mentre Marie de Gournay, Anne Bradstreet e François Poullain de La Barre scrissero nel XVII secolo.
Le prime affermazioni a favore dell'emancipazione delle donne appaiono durante la rivoluzione francese, soprattutto nei circoli privati dell'aristocrazia. Questo desiderio di raggiungere una certa autonomia viene inoltrato da figure influenti quali Nicolas de Condorcet e Olympe de Gouges; quest'ultima rimane famosa per la sua Dichiarazione dei diritti della donna e della cittadina (1791), che si oppone apertamente al V libro di Emilio o dell'educazione di Rousseau pubblicato nel 1762.
Questo desiderio assunto dalle donne francesi di emanciparsi sarà tuttavia contrastato dal Codice Napoleonico del 1804, che sottolinea pesantemente la posizione secondaria delle donne all'interno della società.
L'opera più famosa di Mary Wollstonecraft, intitolata Rivendicazione dei diritti della donna, venne composto nel 1792; l'unica precedente rivendicazione femminista fu De l'égalité des deux sexes (1673) di Poullain de la Barre ma uscito anonimo. La seconda metà del XVIII secolo fu un periodo molto influenzato dalla filosofia di Rousseau.
Il filosofo francese definiva una società democratica ideale, basata sì sull'uguaglianza degli uomini, ma dove le donne rimanevano totalmente vittime di discriminazione; Wollstonecraft basò il suo lavoro sulle idee di Rousseau e, anche se in un primo momento ciò sembra essere contraddittorio, la sua idea era quella di espandere la società fondata sulla democrazia basandosi sull'uguaglianza di genere.
Wollstonecraft, nel suo trattato femminista, sostenne l'uguaglianza sociale e morale dei sessi estendendo il lavoro del suo pamphlet del 1790 A Vindication of the Rights of Men; il suo romanzo successivo mai completato Maria: or, The Wrongs of Woman (pubblicato postumo nel 1798) ebbe a guadagnarsi una critica positiva considerevole: in esso si criticava l'istituzione patriarcale del matrimonio e nel contempo si discuteva dei desideri sessuali delle donne.
Wollstonecraft morì giovane e il suo vedovo, il filosofo William Godwin, scrisse subito un testo (Memorie dell'autrice della Rivendicazione dei diritti della donna) il quale, contrariamente alle sue intenzioni, ne distrusse la reputazione per generazioni.
Il primo femminismo fu direttamente correlato ai movimenti dell'abolizionismo e, di conseguenza, molte famose femministe e attiviste cominciarono a far sentire la loro voce anche su questo argomento; alcuni tra i nomi più importanti furono Sojourner Truth, la dottoressa Elizabeth Blackwell, Jane Addams e Dorothy Day.
Questa prima ondata femminista venne guidata principalmente da donne bianche appartenenti al ceto medio e fu solo durante la seconda ondata che le donne di colore cominciarono a sviluppare una propria voce. Il termine femminismo è stato creato per illustrare l'ideologia politica di quel periodo; il femminismo emerse dal discorso riformista e nella correzione della democrazia basata su condizioni egualitarie.
Con il lavoro di Wollstonecraft si visualizzò e illustrò la prima politica femminista e, conseguentemente, sorsero i movimenti delle suffragette; Wollstonecraft è considerata come la "nonna" del femminismo nel Regno Unito e le sue idee modellarono il pensiero delle suffragette che misero in atto la campagna per il voto femminile: dopo generazioni di lotta questo fu finalmente raggiunto.
Alla fine del XVIII secolo e con l'inizio del XIX si prepara quella che viene comunemente chiamata prima ondata femminista, che va dal 1850 al 1945 circa; a seconda del paese preso inconsiderazione le date assegnate all'inizio e alla fine di questo periodo varia. Questo è lo sviluppo del movimento di liberazione delle donne nei paesi europei e americani.
Le donne africane e asiatiche, anche se chiesero un miglioramento della loro condizione, non poterono costruire nelle loro terre - dominate dai paesi europei attraverso il colonialismo - qualcosa di simile al movimento organizzato in occidente. Il movimento femminista nacque dal desiderio di riformare le istituzioni per la parità tra uomini e donne di fronte alla legge: queste affermazioni sono organizzate attorno a 5 temi principali, vale a dire l'uguaglianza di genere, la liberazione e emancipazione, l'accesso al mondo del lavoro e una migliore istruzione, il diritto al divorzio e la lotta contro lo sfruttamento sessuale (l'autodeterminazione del corpo).

## Femminismo in Europa

### Regno Unito, luogo di nascita della prima ondata femminista
Diverse grandi opere, frutto di una lunga riflessione sul ruolo delle donne nella società, coinvolsero e aiutarono in questa consapevolezza. La Rivendicazione di 
Wollstonecraft del 1792 affronta la questione della formazione delle donne per consentir loro di esercitare al meglio la propria ragione. Questo testo importante ispirò altre autrici come Mary Hays la quale scrisse nel 1798 un "Appeal to the Men of Great Britain on Behalf of Women" (Appello agli uomini britannici per conto delle donne) e Mary Robinson nello stesso anno scrisse i propri pensieri al riguardo della condizione femminile (Thoughts on the Condition of Women, and on the Injustice of Mental Subordination).
L'opera del filosofo William Thompson intitolata Appeal of One Half the Human Race, Women, Against the Pretensions of the Other Half, Men, to Retain Them in Political, and thence in Civil and Domestic Slavery fu pubblicata nel 1825 dopo essere stato scritto assieme a Anna Wheeler: l'attacco svolto all'istituzione del matrimonio, che richiede alla moglie di essere sottomessa, è il tema principale assieme alle idee espresse apertamente circa il piacere sessuale femminile.
Le prime riformatrici femministe britanniche furono disorganizzate e comprendevano individui prominenti che erano state vittime di ingiustizie, come ad esempio Caroline Norton la cui tragedia personale consistette nel non essere in grado di ottenere il divorzio e che a seguito di ciò le fu negato l'accesso ai suoi tre figli da parte del marito; ciò la portò ad un impegno intenso nelle campagne di propaganda femminista, conducendola infine al successo con la cessazione della custodia dei figli da parte del capofamiglia nel 1839 ("Custody of Infants Act 1839") ed introducendo la dottrina del principio "dei primi anni" nella custodia dei minori.
Una tale legge diede alle donne sposate, per la prima volta, un diritto di assistenza e custodia nei confronti dei loro figli. Tuttavia, poiché le donne avevano bisogno di presentare una petizione presso la "Court of Chancery", in pratica poche donne disponevano degli adeguati mezzi finanziari per richiedere i propri diritti. La questione della disuguaglianza nella coppia e il diritto per la donna sposata ad avere un'esistenza giuridica separata furono i due temi cardine delle battaglie di Norton.
Nel 1857 con il "Matrimonial Causes Act 1857" molte delle sue proposte vennero trascritte in legge, ma queste prime concessioni non impedirono ad altre femministe come Frances Power Cobbe o Barbara Bodichon di richiedere l'abrogazione completa di tutte quelle leggi che rendono una moglie soggetta al marito. Nel 1854 Bodichon pubblicò il suo breve riepilogo delle leggi inglesi sulle donne (A Brief Summary in Plain Language of the Most Important Laws In England Concerning Women
) richiedendo il diritto di possesso dei beni immobili di proprietà da parte della donna; l'opera fu utilizzata dall'Associazione delle scienze sociali dopo la sua costituzione nel 1857 per spingere il passaggio della legge sulla proprietà delle donne sposate (questo verrà concesso nel 1882 con il "Married Women's Property Act 1882").
Dalla metà degli anni cinquanta del XIX secolo parte delle femministe cominciarono ad aderire alle teorie del marxismo, collegando così la lotta per la liberazione della donna alla lotta di classe: abbattendo il sistema del capitalismo le donne, come i lavoratori, verranno liberate dalle loro catene. Una delle più importanti personalità del movimento femminista socialista è Eleanor Marx, figlia di Karl Marx, che nel 1886 scrisse The Woman Question: From a Socialist Point of View; assieme a lei vi furono anche Olive Schreiner, Elizabeth Robbins e Mona Caird.

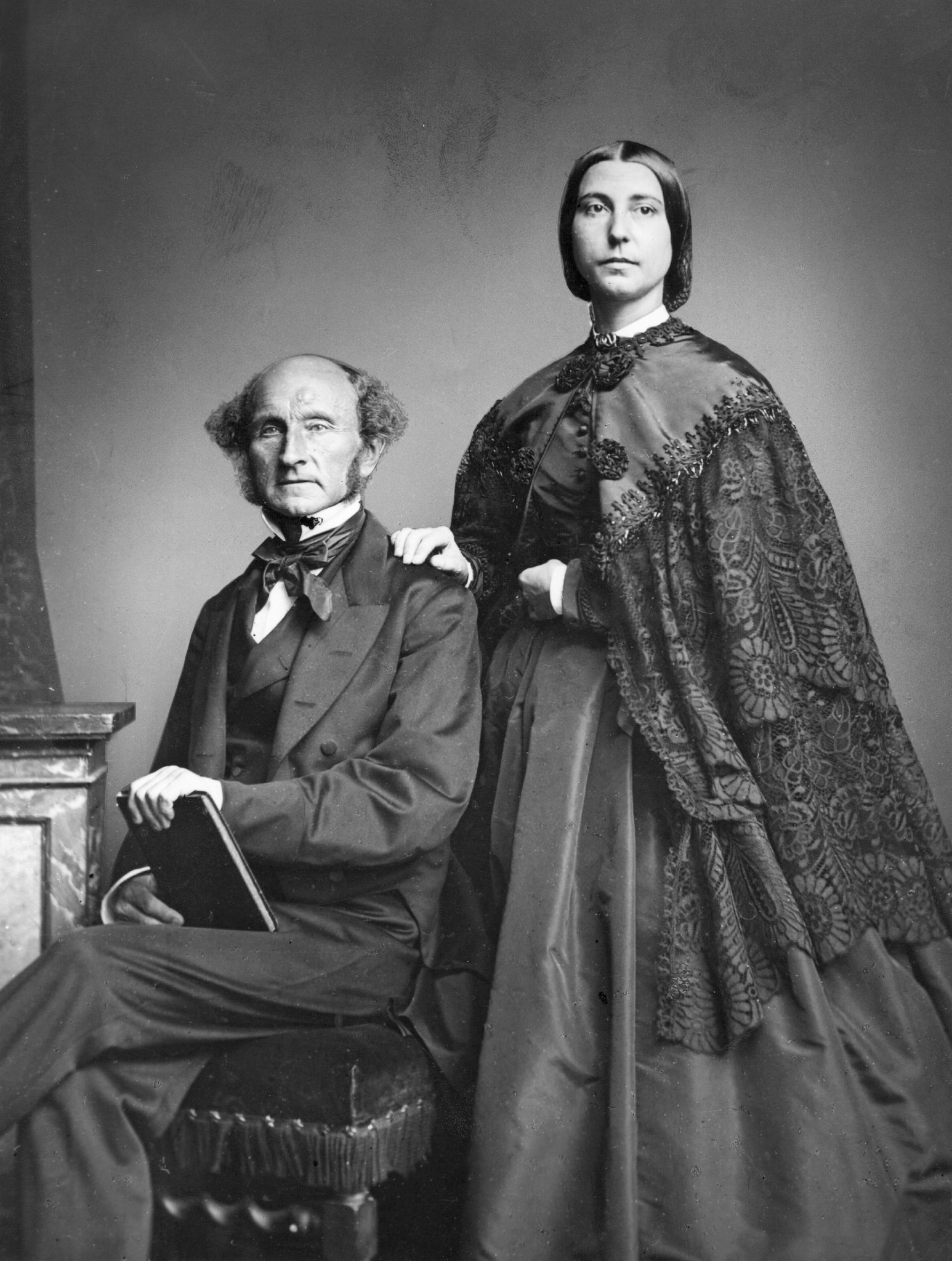
La coppia Harriet Taylor Mill e John Stuart Mill.

Tra l'inizio del femminismo socialista e la pubblicazione del lavoro di Marx apparve un'altra opera maggiore, The Subjection of Women, scritto nel 1869 da John Stuart Mill. Anche se egli era un sostenitore dell'uguaglianza tra marito e moglie, non supportava l'idea dell'indipendenza finanziaria femminile; fu pertanto contrario alle opinioni di sua moglie Harriet Taylor Mill che già nel 1851 aveva difeso le sue idee in un opuscolo intitolato The Enfranchisement of Women.

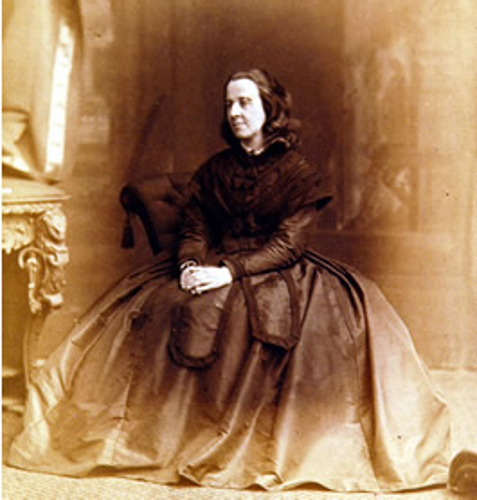
La femminista britannica Bessie Rayner Parkes.

Nel mese di aprile del 1886 la signora Mill porta in parlamento una petizione di circa 1500 firme per chiedere il diritto di voto per le donne; è quindi portavoce del "Ladies of Langham Place", il primo movimento organizzato del femminismo inglese fondato nel 1850 come "Langham Place Circle" e composto, tra le altre, da Bodichon e Bessie Rayner Parkes, Anna Jameson e Matilda Hays quali membri fondatori. Il gruppo intraprese delle campagne a sostegno di molte cause femminili, inclusi i diritti riformati nel campo dell'istruzione e dell'occupazione; perseguì inoltre i diritti di proprietà per le donne attraverso il suo "Comitato per la proprietà delle donne sposate".
Nel 1858 Bodichon, in collaborazione con Hays e Rayner Parkes, riuscì a fondare il primo periodico femminista britannico, l'English Woman's Journal con Bessie Parkes come caporedattore; la rivista continuò le sue pubblicazioni fino al 1864, ma per riprendere due anni dopo come Englishwoman's Review, fino al 1880 con a capo Jessie Boucherett per poi continuare i lavori fino al 1910.
Boucherett e Adelaide Anne Procter si unirono al "Langham Place Circle" nel 1859, gruppo che rimase attivo fino al 1866, Nel 1859 Boucherett, Bodichon e Procter costituirono la Società per la promozione dell'occupazione delle donne ("Society for Promoting the Employment of Women") per assistere alla formazione e all'impiego per le donne. La società fu una delle prime organizzazioni britanniche femminili a continuare ad operare come mutuo soccorso ed opera di beneficenza (Futures for Women) per le donne registrate.
Helen Blackburn e Boucherett fondarono nel 1891 la Lega per la difesa dell'occupazione femminile, per difendere i diritti di lavoro delle donne contro la vigente legislazione restrittiva sull'occupazione; inoltre nel 1896 contribuirono a far modificar la condizione femminile in fabbrica attraverso il "Condition of Working Women and the Factory Acts".
La lotta per il diritto di voto marchiò drasticamente il femminismo del XIX secolo; schematicamente, in un primo tempo le femministe inglesi vollero ottenere l'uguaglianza civica richiedendo in particolare delle riforme costituzionali poi, a partire dal 1905, sostenendo il suffragio. La conquista di questo diritto divise le femministe, tra quelle che lo volevano allo stesso modo degli uomini e quelle che invece lo richiedevano per tutte le donne indistintamente dal reddito.
Tuttavia, poiché molto raramente le donne erano proprietarie - e questo non era mai il caso delle classi inferiori della società - ciò impedì alla maggior parte delle donne di ottenere il diritto di voto. È per questo che altre persone come Esther Roper sostennero l'idea di un diritto di voto concesso a tutti; i metodi utilizzati per ottenere questo diritto divisero le suffragette dalle esponenti del "National Union of Women's Suffrage Societies" (NUWSS).

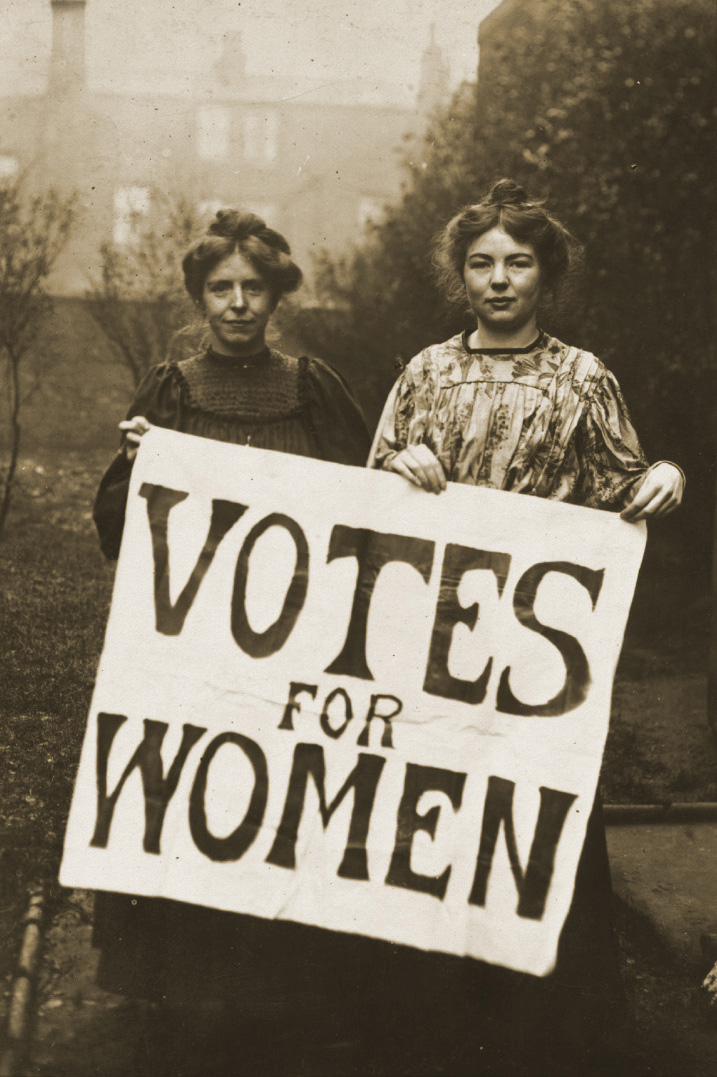
Annie Kenney e Christabel Pankhurst: due suffragette inglesi intorno al 1908.

#### Le suffragette, un simbolo sociale forte
Il termine suffragette si riferisce, in Gran Bretagna, alle donne appartenenti alla Women's Social and Political Union; questa associazione venne creata il 10 ottobre 1903 da una delle attiviste più impegnate per la causa, Emmeline Pankhurst, sostenuta da sua figlia Christabel Pankhurst. Le suffragette ebbero la particolarità di usare la violenza e il radicalismo per ottenere i propri scopi, a differenza delle suffragiste le quali sostennero un approccio pacifista.
Tuttavia i due gruppi non furono completamente separati e alcune suffragette supportarono l'azione militante fintanto che questa non fu vista come un'azione fine a se stessa. Al fine di rendere più udibile la loro voce le suffragette non esitarono ad utilizzare metodi come lo sciopero della fame, le manifestazioni aggressive, un gruppo di pressione ecc.
Molte di loro riflettono l'animosità di quel tempo, come ad esempio Emily Davison (1872-1913), membro del gruppo della signora Pankhurst, che morì nel voler indossare i colori della causa femminista. Le guide del movimento come Emmeline, Christabel e Sylvia Pankhurst propagandarono le loro lotte assieme alle violenze subite durante i loro arresti e i relativi soggiorni in carcere, mettendo sotto accusa la polizia e l'intero sistema giudiziario.
Eventi tragici segnarono anche la lotta per il suffragio femminile come il "Venerdì nero" del novembre 1910, quando il disegno di legge che proponeva il diritto di voto alle donne venne respinto; trecento donne dimostrarono, ma furono vittime della brutalità poliziesca ed una manifestante morì.
All'inizio del XX secolo l'occupazione femminile era ancora prevalentemente limitata ai lavori di fabbrica e al lavoro domestico; durante la prima guerra mondiale un numero sempre maggiore di donne trovarono un lavoro al di fuori delle pareti domestiche. A seguito dell'esperienza delle donne nella forza lavoro nel corso della guerra la "Sex Disqualification (Removal) Act 1919" aprì alle professioni private e al servizio nella funzione pubblica, con il matrimonio che non risultava più essere una barriera giuridica per le donne che lavoravano fuori casa.
Nel 1918 Marie Stopes fece pubblicare l'influente Married Love ed in cui sosteneva l'uguaglianza di genere nel matrimonio e l'importanza del desiderio sessuale femminile; il libro, importato negli Stati Uniti d'America venne vietato in quanto "pubblicazione oscena" fino al 1931.
La "Representation of the People Act 1918" estese il franchising alle donne che avevano almeno trent'anni e, loro o propri mariti, fossero titolari di proprietà, mentre il "Parliament (Qualification of Women) Act 1918" diede alle donne la possibilità di candidarsi ed essere elette nel Parlamento del Regno Unito, sebbene con molta lentezza le donne riuscirono effettivamente a farsi eleggere.
Nel 1928 il franchising fu esteso a tutte le donne di 21 anni attraverso la "Representation of the People (Equal Franchise) Act 1928", su base uguale rispetto agli uomini. Le donne cominciarono in tal modo a servire nelle scuole e negli enti locali, crescendo presto di numero. Questo stesso periodo vide anche più donne aver accesso all'istruzione superiore. Questa vittoria portò anche il declino del movimento, pur se molte aspettative non avevano avuto un riscontro positivo.
Già nel 1910 «le donne frequentavano molte scuole mediche e nel 1915 l'Associazione Medica Americana cominciò ad ammettere le donne». La legge sulle cause matrimoniali del 1923 conferiva alle donne la facoltà di divorziare alla stessa maniera degli uomini.
L'aumento della disoccupazione durante la Grande depressione iniziata alla fine degli anni venti colpì prima di tutto le donne e, in seguito, quando anche gli uomini persero il loro posto di lavoro, si crearono ulteriori disagi per le famiglie. Molte donne servirono nelle forze armate durante la seconda guerra mondiale, quando circa 300 000 donne statunitensi servirono nella marina e nell'esercito, svolgendo lavori come segretarie, dattilografe e infermiere.
Molte scrittrici femministe ed attiviste per i diritti delle donne hanno sostenuto che non era l'uguaglianza agli uomini ciò di cui avevano bisogno, bensì un riconoscimento di ciò che le donne facevano, cercando di soddisfare il loro potenziale insito nelle proprie nature, non solo nell'ambito del lavoro ma anche in quello della società e della vita domestica.
Virginia Woolf produsse il suo saggio intitolato Una stanza tutta per sé basandosi sulle idee delle donne in quanto scrittrici e personaggi della fiction; Woolf disse che una donna doveva avere soldi e una propria stanza per poter scrivere.
Non fu fino a dopo la seconda guerra mondiale che un nuovo movimento femminista emerse nel Regno Unito, sostenendo di voler migliorare il destino delle donne in quei primi anni di boom economico. Fu il periodo tra le due guerre a contribuire ad un cambiamento di atteggiamento, con l'evoluzione dovuta al ruolo chiave svolto dalle donne e legato ad una messa in discussione dell'organizzazione sociale.
Il Regno Unito si presenta come la culla di questa prima ondata del femminismo, con una predominanza repubblicana e protestante. Anche se il femminismo del periodo tra le due guerre risultò essere molteplice, questo periodo continua ad essere associato al movimento delle suffragette, che è ancora un potente simbolo della lotta delle donne per l'accesso agli stessi diritti degli uomini.

### Francia

#### Dalle origini al 1914

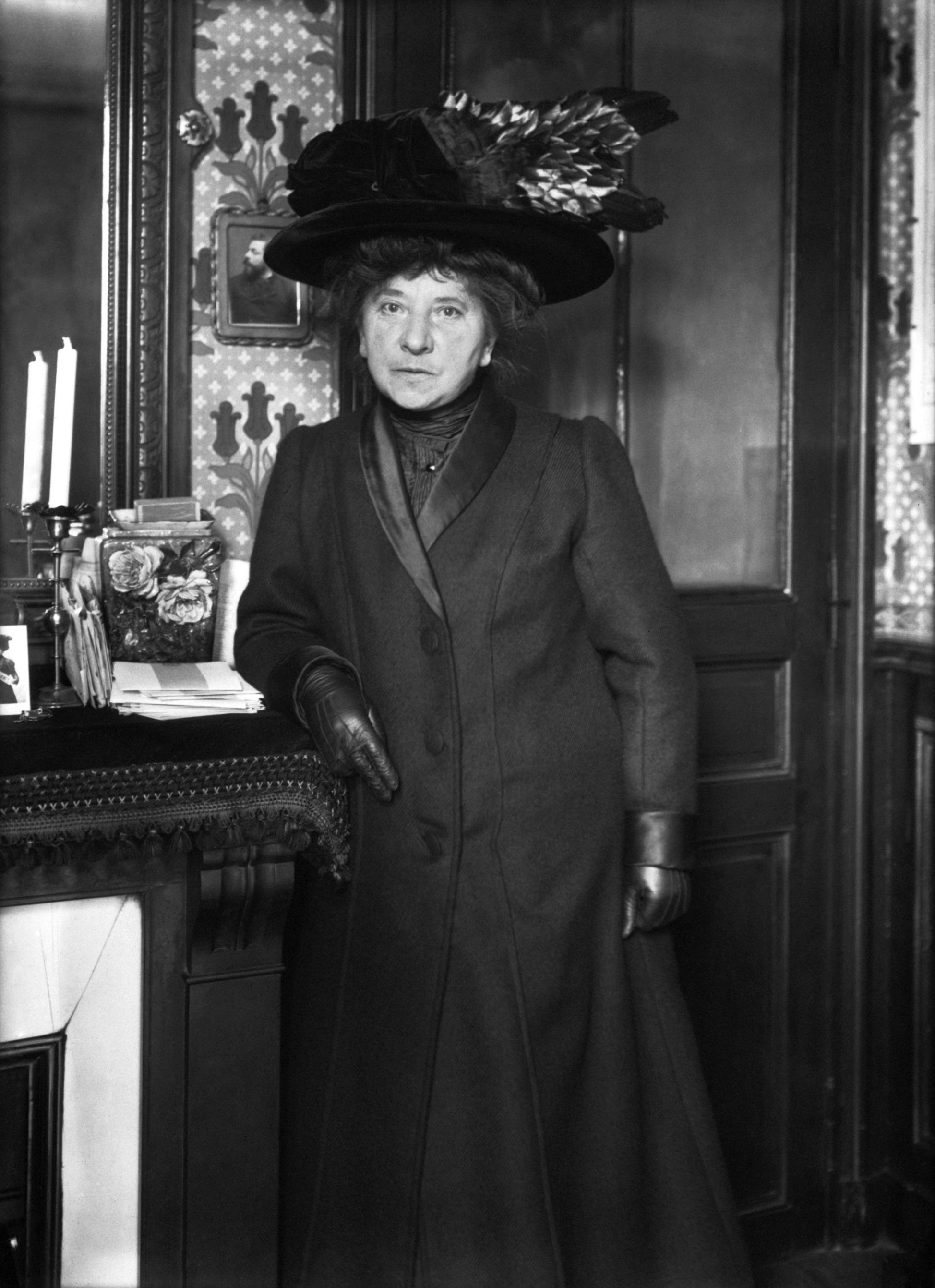
Hubertine Auclert nel 1910.

La difesa dei diritti delle donne è una questione antica in Francia, Marie de Gournay già nel XVII secolo o Olympe de Gouges durante gli anni della rivoluzione già sostenevano l'uguaglianza dei sessi. Tuttavia le prime femministe francesi appaiono solo dopo il 1860 seguendo l'esempio di André Léo, pseudonimo di Léodile Champseix la quale, come altre donne, approfittò della relativa libertà promossa dal secondo Impero francese per pubblicare libri sulla parità di genere.
Nel 1866 creò l'«Association pour l'amélioration de l'enseignement des femmes» (Associazione per il miglioramento dell'istruzione femminile) e nel 1868 fece pubblicare un testo sulla difesa dell'uguaglianza di genere che è all'origine di primi gruppi femministi francesi. Anche altre donne supportarono l'ideale della liberazione femminile, come Julie-Victoire Daubié (la prima donna ad ottenere una laurea nel 1861), Paule Minck, Amelie Bosquet, Adèle Esquiros e altre.
Tutto questo sviluppo di pensiero si riflette nella creazione di giornali come Le Droit des femmes di Léon Richer nel 1869 e la «Société pour la revendication des droits civils de la femme» (Società per l'affermazione dei diritti civili delle donne) di Léo anch'essa del 1869. Il movimento non si trovò sempre d'accordo su quali fossero i punti salienti atti a migliorare la condizione femminile; alcune indicarono l'educazione, mentre altre richiedevano l'uguaglianza civile davanti a tutto.
Nel 1878 si tenne il primo congresso internazionale dei diritti delle donne che lavorò principalmente sul miglioramento del diritto nella vita quotidiana (diritto all'occupazione, riconoscimento del lavoro domestico ecc.) e non si preoccupò affatto dei diritti politici. Oltre ad una minoranza che comprendeva Hubertine Auclert nessuna sembrò rivendicare la piena parità tra uomini e donne. Se i socialisti nei primi tempi della repubblica ne sostennero l'idea, se ne dimenticarono in fretta già al congresso di Le Havre nel 1880.
La fine del XIX secolo fu un periodo di limitato miglioramento della situazione delle donne, i cui ruoli erano ancora limitatamente quelli di moglie e madre; l'epoca fu anche segnata dalla nascita di gruppi femministi il cui obiettivo primario era la piena uguaglianza sociale. La maggior parte delle femministe sostennero una strategia a lungo termine con una progressione continua di diritti.

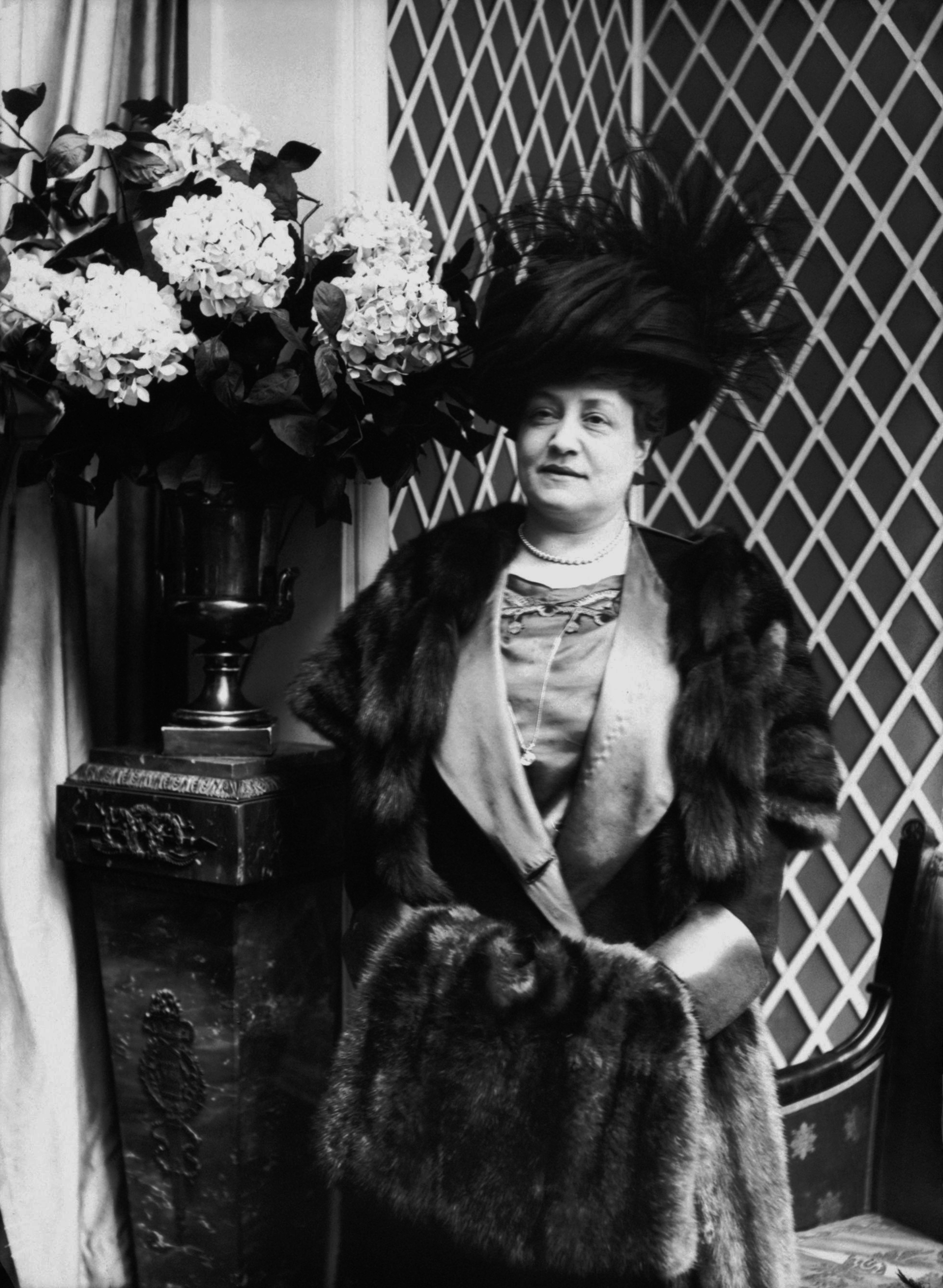
Marguerite Durand nel 1910.

In questo movimento moderato si riflesse la «Société pour l'amélioration du sort des femmes» (Società per il miglioramento della sorte delle donne) fondato nel 1878 e presieduto da Maria Deraismes e la "Lega francese per i diritti delle donne" fondata nel 1882 da Léon Richer. Tuttavia alcune donne furono molto più estremiste, come ad esempio la succitata Auclert la quale sostenne lo sciopero fiscale e l'introduzione delle donne nelle liste elettorali.
Ella organizzò il 14 luglio 1881 la prima dimostrazione femminista in opposizione alle celebrazioni per la presa della Bastiglia contro la negazione dei diritti delle donne; fu anche colei che diede alla parola "femminismo" il suo attuale significato di lotta per migliorare la condizione femminile. In effetti fino ad allora la parola fu un termine medico utilizzato per designare i soggetti maschili con uno sviluppo arretrato della virilità, o dalla penna di Alexandre Dumas (figlio) come termine peggiorativo.
A partire dal 1890 il numero di gruppi femministi aumenta, ciascuno avente sensibilità diverse. Nel 1891 venne creata la "Fédération française des sociétés féministes" con l'intento di raccoglierli in un'unica organizzazione. Queste associazioni moltiplicarono le proprie azioni con l'intento di far evolvere i diritti delle donne e i diritti civili in particolare. Va notato che molte di queste associazioni avevano un'idea forte di filantropismo e che mescolavano la loro azione con le richieste di aiuto dei poveri e dei bisognosi. Questo, inoltre, non sempre fu di gradimento alle femministe radicali.
Di fronte a queste richieste i poteri che avrebbero potuto garantire nuovi diritti, come il diritto di divorziare, cercarono sempre di tornare costantemente all'ideale del ruolo tradizionale femminile casalingo. Così nel 1889 il "Congresso internazionale dei diritti delle donne" venne rinominato «Congrès des œuvres et institutions féminines» e fu fatto presiedere da un uomo, Jules Simon.
Per far fronte a questa situazione le femministe, nel giugno 1889, sotto la direzione di Richer e Deraismes organizzarono il "Congrès du droit des femmes"; anche altre femministe condivisero questo punto di vista, per esempio Marguerite Durand la quale creò il quotidiano La Fronde per presentare l'azione femminista. Così il femminismo francese venne diviso tra le organizzazioni più moderate e i movimenti radicali. Le prime cooperarono col governo al potere, mentre i secondi criticarono la debolezza di quel tipo d'organizzazione.
Un buon esempio è la creazione nel mese di aprile del 1901 del "Consiglio nazionale delle donne francesi" contrassegnato dal protestantesimo; dapprima il Consiglio non fu femminista ed ebbe una lenta evoluzione fino al 1907, finendo col coinvolgere 102 organizzazioni con più di 73 000 membri. Le femministe infine ne presero il controllo e nel 1909 il Consiglio creò l'"Unione francese per il suffragio delle donne" che finì con l'essere un autentico partito femminista.
L'adesione all'Unione progredì rapidamente e crebbe da 6 000 a 12 000 appartenenti tra il 1912 e il 1914. Tuttavia il Consiglio fu anche fortemente criticato da femministe come Madeleine Pelletier e Auclert che diedero la colpa della sua pusillanimità ai suoi legami con la Chiesa protestante. Questo femminismo dell'"età d'oro" venne contrassegnato anche dalla distribuzione di un notevole numero di giornali come La Suffragiste di Pelletier con un'esposizione di tutti i maggiori temi femministi (il diritto di voto, la molestia sessuale ecc).

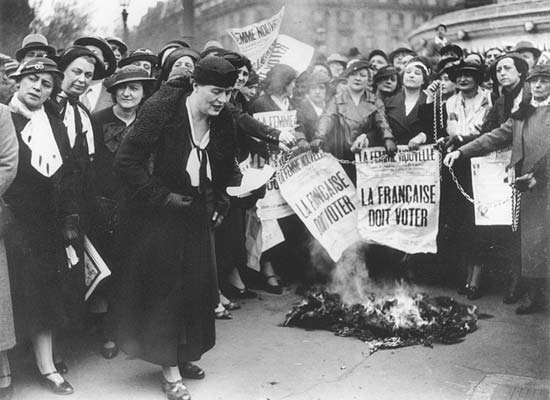
Louise Weiss insieme ad altre suffragette parigine manifestano nel 1935.

#### Dal 1914 al 1945
Durante la prima guerra mondiale le organizzazioni delle donne francesi aderirono in modo schiacciante allo sforzo bellico mettendo provvisoriamente da parte le loro esigenze elettorali. Nonostante questa sottomissione e la modifica rappresentata dalle donne che sostituivano gli uomini mandati al fronte, la legislazione e gli atteggiamenti conseguenti cambiarono ben poco: la donna doveva stare a casa e assistere il proprio sposo. Il lavoro femminile venne quindi considerato come un male necessario.
L'immediato dopoguerra non modificò la situazione e i movimenti femministi non erano più in fase di combattimento contro l'ideologia maschile. Le femministe continuarono a chiedere parità di diritti, ma allo stesso tempo accettavano l'immagine ideale della donna casalinga. Questo fu ancora più importante rispetto alla diminuzione della popolazione causata dalla guerra e che comportava un'immediata politica familiare; la maggior parte delle femministe furono quindi d'accordo con le leggi sanzionatorie nei confronti dell'aborto emesse nel 1920.
Tuttavia questa identità femminile associata con la maternità servì anche per rivendicare il miglioramento dello status delle donne, specialmente le lavoratrici; per proteggere le madri si aveva bisogno di una legge che desse a loro i relativi diritti. Il diritto di voto diviene pertanto sempre più una domanda forte e pressante, come successe anche per altri stati, a favore delle donne.
Dopo la Russia nel 1917, il Regno Unito nel 1918, la Germania nel 1919 e gli Stati Uniti d'America nel 1920, il ritardo francese sembrava incoerente. Nel 1919, in merito alla proposta sul diritto di voto per le donne di René Viviani e Aristide Briand, si riuscì a farla votare dall'Assemblea nazionale, ma il Senato la respinse nel 1922.
Questo fatto non scoraggiò le femministe le quali moltiplicarono le proprie azioni di disturbo; alcune cominciarono a militare in partiti politici, altre si impegnarono nella pubblicazione e distribuzione di opuscoli e manifesti. Nonostante questo sembrò non cambiare nulla e, al contrario, nel 1930 la situazione si mise a peggiorare. L'aumento della disoccupazione a causa della crisi economica fece tornare le donne dentro le case.
L'opinione pubblica, a prescindere dal suo orientamento politico, ritenne in maggioranza che il luogo naturale delle donne fosse quello dell'ambito domestico, per la dovuta assistenza di marito e figli. Alcune femministe rifiutarono recisamente e sotto l'influenza di Louise Weiss organizzarono azioni pubbliche in strada, tanto che la visibilità della loro lotta ne risultò migliorata. Nel 1935 le donne s'incatenarono alla Colonna di luglio e nel 1936 interruppero la corsa dei cavalli di Longchamp.
Nel 1935 e l'anno seguente l'Assemblea nazionale accettò il suffragio femminile, ma il Senato rifiutò ancora una volta la proposta. Notevole eccezione a questo stato di subordinazione fu la legge sui dritti civili delle donne sposate che passò il 18 febbraio 1938. Anche se il marito rimaneva a capo della famiglia la moglie poteva compiere atti di vita civile quali l'apertura di un conto corrente o avere un'istruzione senza più dover ottenere il previo consenso dello sposo.
Il ruolo della donna sotto il governo di Vichy fu quello della casalinga e tale ideologia non ebbe difficoltà ad imporsi dal momento che era già ampiamente presente negli precedenti alla guerra. Il restaurarsi della Quarta Repubblica francese dopo la vittoria delle forze alleate porta con sé anche il diritto di voto e quello di poter essere donne professionalmente qualificate. In questi anni di ricostruzione un tale progresso non fu eccessivamente festeggiato, come se fosse un fatto del tutto normale.
Pur tuttavia, questa vittoria non significò mettere in discussione l'immagine della donna; come dopo la Grande Guerra la maternità aumentò per compensare le morti, che non si verificò durante gli anni d'occupazione. Le organizzazioni femministe accettarono questo fatto e presto appassirono nel corso degli anni cinquanta; si dovette attendere fino a dopo il 1960 perché le donne riprendessero a farsi sentire, con l'obiettivo primario di controllare la procreazione.

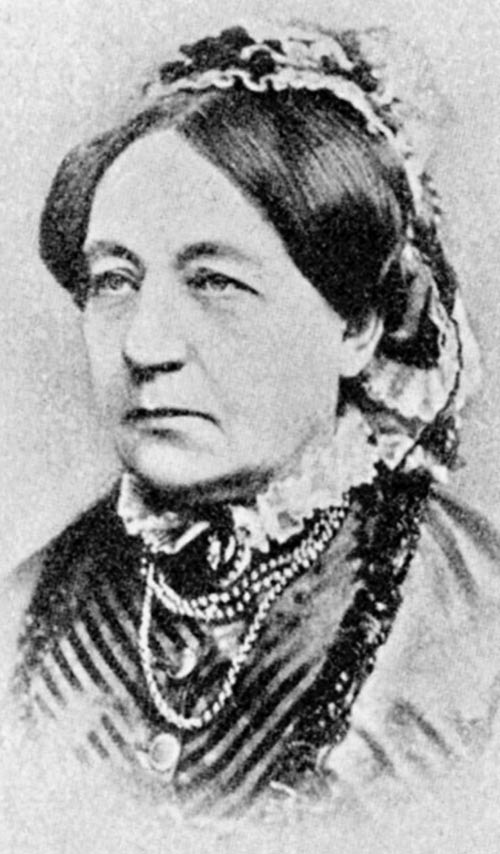
La femminista tedesca Louise Otto-Peters.

### Germania
Nel 1848 la Germania conobbe un periodo rivoluzionario chiamato "rivoluzione di marzo"; le donne sostennero questo movimento e quindi ebbero l'accesso a poter parlare in pubblico. Quella di Louise Otto-Peters fu la voce che ebbe una maggior risonanza, anche grazie al giornale da lei pubblicato in cui invitava alla parità dei diritti. Questa richiesta generale si suddivise nella seconda parte del XIX secolo in due temi che furono al centro delle prime rivendicazioni femministe; il primo riguardava l'autonomia economica delle donne nella famiglia, il secondo i diritti politici.
Inseparabile dall'indipendenza finanziaria, il lavoro femminile fu un argomento che suscitò un acceso dibattito; all'interno del movimento socialista venne generalmente condannato e i sindacati non accettarono che le donne vi si unissero prima del 1890. Tuttavia questa evoluzione avvenne, a partire dal 1878, con la pubblicazione del libro di August Bebel "La donna e il socialismo" in cui l'autore mette a confronto la situazione delle donne nella società retta dal capitalismo a quella interna alla classe operaia: l'ideale era però ancora quello della casalinga che riceve dall'uomo il salario sufficiente a poter sfamare la sua famiglia.
Su questo punto i socialisti unirono il proprio punto di vista con quello dei movimenti conservatori. Le femministe appartenenti al Partito Socialdemocratico di Germania ebbero a lottare strenuamente contro questa rappresentazione, non riuscendo a farla modificare. Lo stesso impero tedesco nel 1900, quando il codice di diritto civile venne riscritto, descrisse la famiglia come il "fondamento dello Stato e della società" con la donna totalmente sottomessa al marito.
I socialdemocratici non ebbero l'idea di porre alcuna critica contro questa visione sociale e solo le femministe della sinistra politica protestarono. Molte femministe videro l'abrogazione di questi testi come una priorità assieme alle proposte di riforma legislativa che chiedevano il divorzio, il riconoscimento dei figli nati fuori dal matrimonio e la depenalizzazione dell'aborto.
Le femministe appartenenti al movimento socialista criticarono violentemente coloro che non condividevano le loro idee politiche; furono visti come una minaccia all'autentica liberazione della donna promessa dal socialismo. La scomunica fu reciproca e la decisione del "Bund Deutscher Frauenvereine", fondato nel 1894, di escludere e donne socialiste dai suoi ranghi è rivelatore. Le posizioni dei due gruppi furono inconciliabili tanto più che le femministe conservatrici non cercavano nemmeno l'uguaglianza politica.
Solamente nel 1902, dopo che il governo aveva permesso l'esistenza di associazioni politiche femminili, che si cominciò a rivendicare anche il diritto di voto. Questo venne concesso nel 1920, dopo la costituzione della repubblica di Weimar; tuttavia questa non era la legge che richiedeva la maggioranza delle femministe. La sezione 218 del codice di diritto penale, che condannava le donne che avevano abortito a cinque anni di carcere, venne combattuta per tutta la fine del XIX secolo e gli inizi del XX.
Se alcune femministe chiesero che l'aborto fosse legalizzato per ragioni mediche, altre vollero una piena liberalizzazione; la libertà delle donne cominciava difatti con il controllo del proprio corpo presentato in pari grado davanti al marito e alla normativa di legge. Questa rivendicazione fu importante e unica nel suo grado in quel momento, in quanto nessun altro paese ebbe ciò nel suo manifesto femminista per molti anni.
Durante la repubblica weimariana le donne dovettero affrontare un muro comune di opposizione da parte dei cattolici e dei comunisti; se la donna avrebbe potuto avere dei diritti nello spazio pubblico, nella sfera privata doveva semplicemente continuare ad essere una moglie obbediente e una buona madre. Dopo l'avvento del nazismo nel 1933 le pretese femministe non furono più appropriate.
L'aborto venne condannato ancora più severamente quando si trattava di donne tedesche, mentre il razzismo della "razza ariana" e l'eugenetica nazista condussero a promuovere l'aborto per le donne delle cosiddette razze inferiori e per le persone con disabilità mentale. Come accadde in altri paesi, anche in Germania si dovette attendere fino agli anni sessanta per veder emergere una seconda ondata femminista.

### Russia

#### Dalle origini al 1917
La nascita del femminismo russo risale alla metà del XIX secolo quando lo zar Alessandro II di Russia cominciò a liberalizzare in parte l'espressione politica. Gli argomenti trattati dall'Intelligencija, il ruolo delle donne nella nuova società emergente, fu una tra le preoccupazioni più sentite. Ciò venne particolarmente discusso da alcune donne appartenenti alla nobiltà russa le quali, impoverite dall'abolizione della servitù della gleba con la riforma emancipativa del 1861, furono portate ad impiegarsi in qualche attività fruttifera.
Le influenze straniere influirono in questa consapevolezza, così l'opera filosofica di John Stuart Mill The Subjection of Women fatto pubblicare in russo nel 1870, ma la maggior parte dei libri stranieri sulla questione femminile giunsero tradotti in terra russa alla fine del XIX secolo. Come accadde in altri paesi europei e negli Stati Uniti, anche in Russia il movimento femminista si sviluppò velocemente chiedendo innanzitutto parità di diritti con gli uomini.
Due flussi emersero in questo movimento, il primo riformatrice accompagnerà i cambiamenti della società, mentre il secondo rivoluzionario sostenne un completo rivolgimento sociale, anche attraverso azioni violente; quest'ultimo era composto da elementi del socialismo e dell'anarchismo.
Da questo fermento ideale nasce l'idea della "donna nuova", come descritto dalla studiosa Irina Iukina; questo personaggio colto e rivendicativo non fu inserito nel proprio tempo e sostenne sempre le altre donne a crescere e ad emanciparsi. Questo modello ispirò molte donne che s'impegneranno ad aiutare gli altri; tali prime femministe crearono innanzitutto enti di beneficenza. Frequentati sia dalle donne povere sia dalle classi medio-alte furono ridimensionati a causa delle riforme.
Le prime attività consistettero nel fornire l'istruzione necessaria a chi ne aveva più bisogno e contribuendo a trovare un lavoro alle donne. Il desiderio di partecipare alla vita politica venne solo in una seconda fase, dal 1880 ma soprattutto alla fine del XIX secolo e agli inizi del XX. Per i diritti civili venne creato nel 1905 l'"Associazione per l'uguaglianza dei diritti delle donne"; ma mentre tutti gli uomini si guadagnarono il diritto di voto proprio in quel 1905 le donne, anche dopo la rivoluzione russa del 1905 continuarono ad esserne private e persino gli uomini che avevano approvato la concessione di uno status migliore per le donne non ritennero che questo diritto dovesse essere concesso loro.
Col trascorrere del tempo i movimenti femministi si radicalizzarono e mentre molti di essi cominciarono a rivendicare lo stesso diritto di voto rispetto agli uomini, lo riuscirono ad ottenere solo in seguito alla grande rivoluzione russa; eventi ed assemblee generali (nel 1908, 1910 e 1912) e petizioni a ministri e parlamentari per ottenere un appoggio furono integrati dalla letteratura femminista dell'epoca.

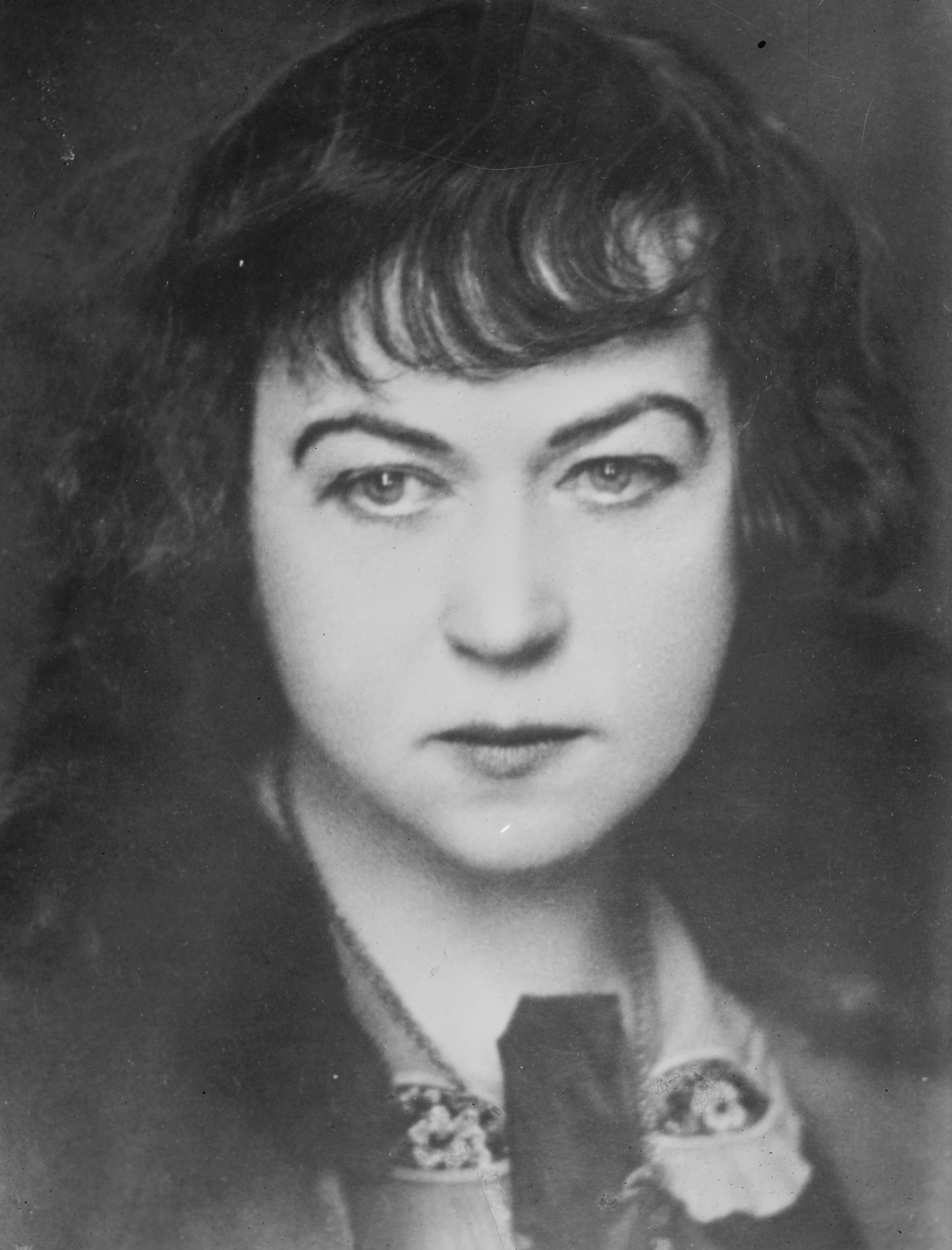
Aleksandra Michajlovna Kollontaj (1872-1952).

#### Periodo rivoluzionario
Mentre durante la prima guerra mondiale le donne provenienti da altri paesi europei e dagli Stati Uniti limitarono i loro interventi, le donne russe approfittarono della situazione venutasi a creare con la rivoluzione di febbraio prima e con la rivoluzione d'ottobre poi per ottenere nuovi diritti. In effetti le donne costrette a prendere il posto degli uomini che andavano al fronte videro la propria realtà quotidiana deteriorare rapidamente.
Le manifestazioni e gli scioperi organizzati a ripetizione giunsero fino all'8 marzo, con un evento organizzato per la giornata internazionale della donna divenne uno sciopero generale a Pietrogrado. Gli avvenimenti seguenti incalzarono fino a condurre all'abdicazione di Nicola II di Russia e la costituzione di un governo rivoluzionario guidato da Aleksandr Fëdorovič Kerenskij.
Questo garantì la promulgazione di un decreto datato 20 luglio 1917 che proclamò il suffragio femminile in Russia, oltre all'uguaglianza nell'istruzione e nel campo lavorativo. Questi diritti acquisiti vennero confermati dal governo comunista che prese il potere ad ottobre; di questo governo faceva anche parte Aleksandra Michajlovna Kollontaj che, proprio in quel 1917, divenne la prima donna nella storia moderna ad essere membro di un governo in qualità di commissario del popolo per l'assistenza pubblica.

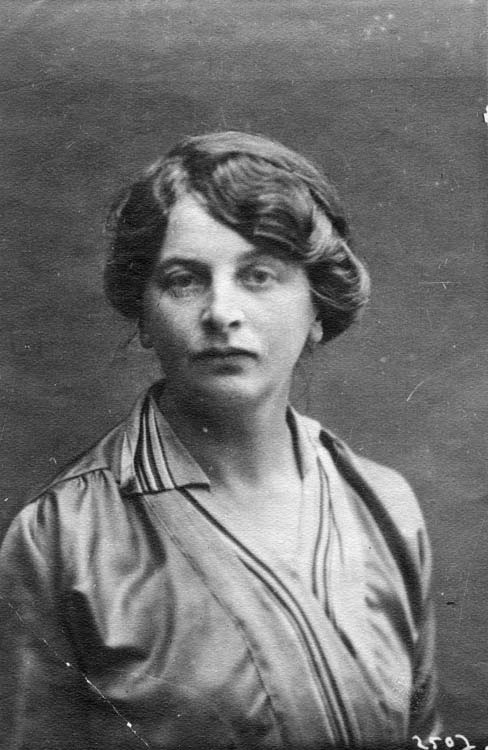
Inessa Armand (1874-1920).

Kollontaj, in collaborazione con Inessa Armand, creò all'interno del Comitato Centrale del PCUS un reparto femminile denominato Ženotdel; sotto la guida di queste due donne la Russia divenne tra i paesi più avanzati in termini di diritti delle donne: la garanzia di mantenere il proprio lavoro durante la gravidanza, l'uguaglianza assoluta dei coniugi, il congedo di maternità ecc. L'aborto venne inizialmente liberalizzato nel 1920.

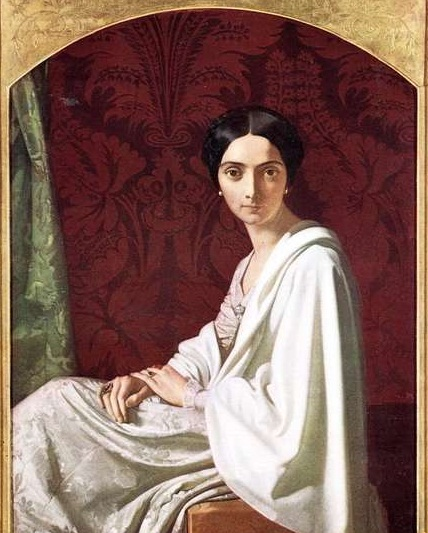
L'italiana Cristina Trivulzio di Belgiojoso ritratta da Henri Lehmann.

### Altri paesi europei
I primi gruppi movimentisti delle donne, che alla fine dettero origine alle associazioni femministe, compaiono in diversi paesi europei, paesi in cui si stanno evolvendo movimenti rivoluzionari. La primavera dei popoli tocca Polonia, Italia e impero austro-ungarico, dove le donne partecipano e organizzano lotte nelle associazioni patriottiche o di assistenza.
La stampa svolse un ruolo importante nella diffusione delle idee femministe; in Svizzera nel 1845 Josephine Zehnder-Stadlin pubblica Die Erzieherin, tutto dedicato all'opera di educazione delle donne. L'organizzazione di saloni e fiere è un altro modo per promuovere le idee femministe.

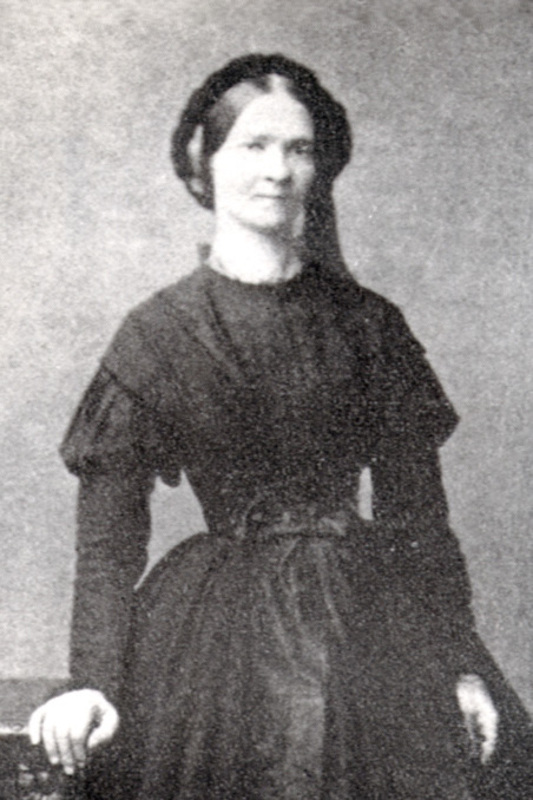
La polacca Narcyza Żmichowska (1819-1876).

In Polonia Narcyza Żmichowska crea il "Circolo femminile delle entusiaste" per promuovere l'uguaglianza e la libertà.
Nel regno di Boemia, poi dominata dagli austro-ungarici, si vedono fiorire nel corso degli anni '60 del XIX secolo salotti gestiti da donne, come la scrittrice Karolina Světlá o Zdenka Braunerová, che vengono però maggiormente orientati verso la lotta contro la dominazione imperiale. Quando la spinta democratica fallì anche queste aspirazioni vennero respinte e prese in consegna dai poteri forti.
Le aspirazioni nazionaliste e le lotte per la democratizzazione non riuscirono immediatamente a vincere e quelle per migliorare la condizione femminile vennero dimenticate; questo almeno fino ai primi anni '70 i quali videro l'ascesa della borghesia nella società capitalistica con le sue associazioni affiliate che cercavano di migliorare anche la vita delle donne.

#### Italia
In Italia durante il periodo del Risorgimento molte donne, come Clara Maffei o Cristina Trivulzio di Belgiojoso tengono salotti letterari dove diffondono le idee riformatrici, tra cui quella di modificare la condizione delle donne. Tra il 1842 e il 1846 Trivulzio di Belgiojoso, ispirata dalle idee di Charles Fourier, crea istituzioni per aiutare le donne bisognose.

#### Danimarca
Il primo movimento femminista danese fu guidato dal "Dansk Kvindesamfund" fondato nel 1871. Line Luplau divenne una delle donne più importanti di quest'epoca; anche Tagea Brandt faceva parte di questo movimento ed in suo onore è stato istituito il "Tagea Brandt Rejselegat", una borsa di studio riservata alle donne. Gli sforzi dell'associazione, gruppo di donne per le donne, portò alla stesura della costituzione danese riveduta del 1915, la quale diede alle donne in diritto di voto e l'erogazione delle leggi sulle pari opportunità durante gli anni venti, che influenzarono le ulteriori misure legislative che consentirono alle donne l'accesso all'istruzione pubblica, al lavoro, ai diritti coniugali e ad altri obblighi.

Nei Paesi Bassi Wilhelmina Drucker (1847-1925) combatté con successo per il suffragio e la concessione di pari diritti per le donne attraverso le organizzazioni politiche e femministe che contribuì a fondare.

#### Paesi Bassi
Anche se nei Paesi Bassi durante l'Illuminismo l'idea della parità tra donne e uomini fece i suoi primi progressi, non vennero prodotte misure istituzionali o legislazioni pratiche. Nel corso della seconda metà del XIX secolo sorsero svariate iniziative femministe; Aletta Jacobs (1854-1929) chiese ed ottenne nel 1871 il diritto di studiare all'università, diventando poi il primo medico ed accademico donna olandese. Ella s'impegnò per tutta la vita nella campagna per il suffragio femminile, uguali diritti, il controllo delle nascite attraverso la contraccezione e la pace internazionale, viaggiando in tutto il mondo a nome dell'"Alleanza internazionale delle donne".
Wilhelmina Drucker (1847-1925) fu una politica, una scrittrice prolifica e un'attivista a favore del pacifismo; combatté inoltre per il voto e per i pari diritti attraverso le organizzazioni politiche e femministe che contribuì a fondare. Nel 1917-19 raggiunse il suo obiettivo costituito dal suffragio femminile.

#### Svezia
Le tematiche femministe e il ruolo di genere furono discussi nei mezzi di comunicazione di massa e nella letteratura svedese per tutto il XVIII secolo da donne come Margareta Momma, Catharina Ahlgren, Anna Maria Rückerschöld e Hedvig Charlotta Nordenflycht, ma non creò nessun tipo di movimentismo. La prima persona a tenere discorsi pubblici e a fare propaganda a favore del femminismo fu Sophie Sager nel 1848; mentre la prima organizzazione creata per affrontare le questioni femminili fu la "Svenska lärarinnors pensionsförening" (Società per le insegnanti pensionate) di Josefina Deland nel 1855.
Nel 1856 Fredrika Bremer pubblicò il suo famoso romanzo Herta, che suscitò una grande controversia e creò un ampio dibattito sotto lo pseudonimo di Hertha Debate. Le sue richieste più importanti furono quelle di abolire le dottrine giuridiche sugli obblighi legali delle donne non sposate e per la concessione da parte dello Stato dell'equivalente dell'istruzione universitaria per le donne.
Entrambe le richieste furono soddisfatte: nel 1858 una riforma concedette alle donne non sposate il diritto di richiedere la maggiorità legale tramite procedura semplice e nel 1861 venne fondata la "Högre lärarinneseminariet" come Università femminile. Nel 1859 la prima rivista femminista presente in Svezia e nei paesi nordici, la Tidskrift för hemmet, venne fondata da Sophie Adlersparre e Rosalie Olivecrona. Questo è stato definito come il punto di partenza del movimento femminista svedese.
Il movimento femminista organizzato iniziò nel 1873 quando l'"Associazione per i diritti di proprietà per le donne sposate" fu co-fondata da Anna Hierta-Retzius ed Ellen Anckarsvärd; il compito principale dell'organizzazione fu quello di abolire la minorità legale per le donne nubili. Nel 1884 l'"Associazione Fredrika Bremer" venne fondata da Adlersparre per lavorare al miglioramento dei diritti delle donne.
La seconda metà del XIX secolo vide la creazione di diverse organizzazioni per i diritti delle donne e una notevole attività sia nell'organizzazione attiva sia nel dibattito intellettuale. Il 1880 vide i cosiddetti "Sedlighetsdebatten", con la discussione dei ruoli di genere nel dibattito letterario (soprattutto per quanto riguardava le doppie norme sessuali vigenti in contrapposizione alla parità sessuale. Infine nel 1902 fu fondata l'Associazione nazionale per il suffragio femminile.
Nel 1921 venne finalmente introdotto il suffragio per le donne; la riforma risultò esecutiva con il "Behörighetslagen" del 1923, ove ai maschi e alle femmine furono formalmente concessi parità di accesso a tutte le professioni e posizioni sociali, con le uniche eccezioni nell'ambito militare e sacerdotale. Queste due ultime restrizioni vennero rimosse nel 1958, quando le donne furono autorizzate a diventare preti e in una serie di riforme tra il 1980 e il 1989 quando tutte le professioni militari vennero aperte alle donne.

## Altri paesi del mondo

### Australia
La prima ondata del femminismo australiano, risalente alla fine del XIX secolo, si preoccupò prevalentemente del suffragio (diritto femminile di voto) e di conseguenza dell'accesso delle donne al parlamento e alle altre attività politiche.
Nel 1882 Rose Scott, attivista per i diritti delle donne, iniziò a tenere riunioni settimanali nel salotto della sua casa di Sydney; attraverso questi incontri cominciò ad essere conosciuta tra i politici, i giudici, gli esponenti del filantropismo, gli scrittori e i poeti. Nel 1889 aiutò a fondare la "Società letteraria femminile", che più tardi fu inglobata nelle "Lega del suffragio femminile" (1891).
I leader politici ospitati da Scott comprendono Bernhard Wise, William Holman, Billy Hughes e Thomas Bavin i quali, durante i suoi incontri discussero la stesura del disegno di legge che divenne poi il "Early Closing Act" del 1889.

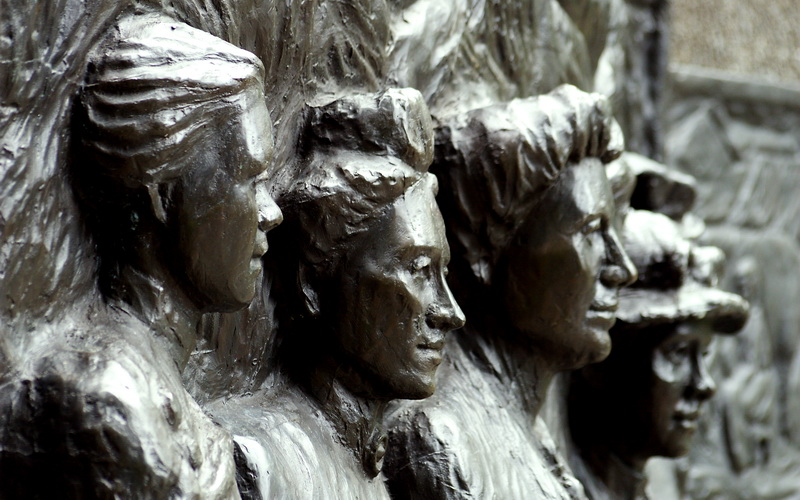
Memoriale in omaggio alle Suffragette a Christchurch in Nuova Zelanda. Le figure, mostrate da sinistra a destra, sono Amey Daldy, Kate Sheppard, Ada Wells e Harriet Morison

### Nuova Zelanda
Le femministe e le suffragette neozelandesi includevano Maud Pember Reeves (australiana, che più tardi visse a Londra), Kate Sheppard e Mary Ann Müller. Nel 1893 Elizabeth Yates divenne sindaco di Onehunga, questa fu la prima volta che una tale carica venne tenuta da una donna in tutto l'impero britannico. Le prime laureate furono Emily Siedeberg (medico, laureata nel 1895) ed Ethel Benjamin (avvocato, laureata nel 1897). Il "Female Law Practitioners Act" fu approvato nel 1896 e Benjamin venne ammessa come avvocato della Corte Suprema della Nuova Zelanda nel 1897.
La Nuova Zelanda è stato il primo paese a concedere alle donne il diritto di voto a livello nazionale, mentre la Finlandia e alcuni tra gli Stati federati degli Stati Uniti d'America hanno concesso il diritto di voto alle donne a livello statale prima che le donne australiane avessero ottenuto tale diritto in tutta la nazione.

### Persia
Pur mantenendo una certa distanza nella cultura e nella lingua locali, gli eventi della conferenza di Badasht (1848) rappresentarono i primi progressi nei confronti delle preoccupazioni femministe della prima ondata; vi fu una certa sincronia nel tempo e una somiglianza nei temi e negli eventi tra la Persia e gli Stati Uniti d'America tra Badasht e la Convenzione di Seneca Falls; la prima avvenne in tre settimane tra la fine di giugno e la metà di luglio del 1848, la seconda avvenne a metà luglio 1848.
Entrambe le conferenze hanno avuto delle donne (Táhirih e Elizabeth Cady Stanton) che assunsero posizioni forti sul ruolo delle donne nella funzione pubblica, al qual fatto alcuni partecipanti reagirono duramente. Infine gli uomini che guidavano le due assemblee (Quddús e Frederick Douglass) sostennero queste richieste durante le riunioni e ne assicurarono la non-violazione. Si può notare un parallelo anche nelle discussioni di fondo che furono parzialmente documentate per la risoluzione dei problemi.
La conferenza di Badasht è considerata dagli esponenti Bahá'í come un segnale del tempo atto a dimostrare che la legge islamica della shari'a era stata abrogata, nonché una dimostrazione chiave della spinta ad innalzare la posizione sociale delle donne, sebbene l'apertura dei lavori portò ad accuse di "immoralità".
Gli studiosi del femminismo moderno esaminarono questo tipo di accusa come parte di un modello di fronte a cui le femministe e scrittrici di allora furono esposte il Báb rispose sostenendo la sua posizione nominando Táhirih a presiederne i lavori, come esprime chiaramente Azar Nafisi: "L'attuale regime islamico... teme le donne e si sente vulnerabile di fronte alla loro resistenza che non è solo politica ma anche esistenziale".

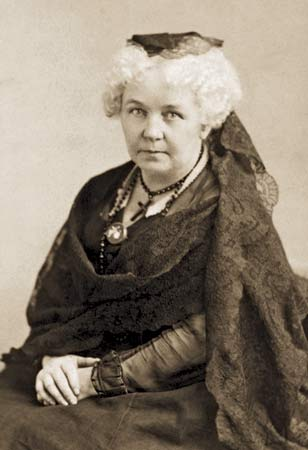
Elizabeth Cady Stanton, redattrice della Dichiarazione dei sentimenti (1848).

### Stati Uniti d'America
La data di inizio del femminismo statunitense è tradizionalmente collocata nel 1848 presso la Convenzione di Seneca Falls tenutasi il 19 e 20 luglio. Fu in questa occasione che venne adottata la Dichiarazione dei sentimenti scritta da Elizabeth Cady Stanton, primo testo in cui viene rivendicata l'opposizione al potere maschile e il sostegno alle riforme sociali.
Le femministe non furono tutte d'accordo alla stessa maniera nella richiesta dell'uguaglianza tra i sessi; il gruppo più numeroso ebbe modo di sottolineare l'uguaglianza naturale di tutti gli esseri umani, il secondo vedeva le donne come un essere superiore agli uomini e mostrano una maggiore compassione nei confronti della condizione femminile e una maggiore tendenza alla purezza.
Tuttavia quest'opposizione non si dimostrò abbastanza decisa e alcune femministe nel corso della loro carriera si mossero tra queste due posizioni. Un altro punto di distinzione tra i diversi gruppi fu la loro reazione al socialismo utopistico; in un caso le femministe sostennero il sistema della proprietà privata individuale vista come un modo per le donne di affrancarsi e superare il predominio maschile; nell'altro caso, accanto all'ideologia socialista, il possesso di beni da parte delle donne permetteva di superare il dominio del marito nell'ambiente domestico.
Quest'ultima posizione si rivelò minoritaria e dopo il 1890 il conservatorismo, prevalente tra le stesse esponenti femministe, richiese alle organizzazioni femminili d'interessarsi solamente a promuovere il diritto di voto per le donne. La critica della religione venne abbandonata e furono interdetti i rapporti con le associazioni che lottavano per i diritti dei negri e degli immigrati. Questo periodo è chiamato dell'"era progressiva" e si estese dal 1890 al 1920.
Il libro Woman in the Nineteenth Century di Margaret Fuller è stato considerato il primo grande lavoro femminista negli Stati Uniti ed è spesso paragonato alla Rivendicazione dei diritti della donna di Mary Wollstonecraft. I protagonisti del movimento femminista statunitense includono Lucretia Mott, Elizabeth Cady Stanton, Lucy Stone e Susan B. Anthony; Anthony e altre attiviste come Victoria Woodhull e Matilda Joslyn Gage tentarono di votare prima che avessero ottenuto il loro diritto legale per farlo, per la qual cosa molte di esse affrontarono accuse penali.
Altri importanti leader comprendevano diverse donne che si proclamarono contro la legislazione vigente per poter ascoltare i loro discorsi, ad esempio le Sorelle Grimké, oltre ad altre attiviste come Carrie Chapman Catt, Alice Paul, Sojourner Truth, Ida B. Wells, Margaret Sanger e Lucy Burns.
Nel corso della prima ondata vi fu una notevole connessione tra il movimento dell'abolizionismo e il movimento dei diritti delle donne. Frederick Douglass fu fortemente coinvolto in entrambi i movimenti e credeva che fosse essenziale per entrambi lavorare insieme per raggiungere una vera uguaglianza per quanto riguardava la razza e il sesso.
Il femminismo della prima ondata coinvolse un'ampia gamma di donne, alcune appartenenti a gruppi cristiani conservatori (come Frances Willard e l'"Unione per la temperanza della donna cristiana" il quale raccolse il maggior numero di donne), altre come Matilda Joslyn Gage della "National Woman Suffrage Association" (Associazione nazionale di suffragio per la donna - NWSA, fondata nel 1890) con una cospicua appartenenza al radicalismo del tutto simile a quella di molti esponenti della seconda ondata femminista.
La maggior parte delle femministe della prima ondata erano più moderate e conservatrici piuttosto che radicali o rivoluzionarie, come i membri dell"American Woman Suffrage Association" (AWSA) le quali erano disposte a lavorare all'interno del sistema politico e che comprendevano l'importanza di unirsi con gli uomini simpatizzanti già al potere per promuovere la causa del suffragio.
Il NWSA si concentrò (limitandosi strettamente) sull'ottenimento di un emendamento federale per il suffragio femminile, mentre l'AWSA, con dieci volte più membri, si impegnò per ottenere il suffragio a livello di stato in quanto precursore necessario al suffragio federale. La NWSA ebbe grandi obiettivi, sperando di raggiungere un ruolo sociale più equo per le donne, ma l'AWSA era consapevole della natura divisiva di molti di questi obiettivi e pertanto scelse invece di concentrarsi esclusivamente sul suffragio.

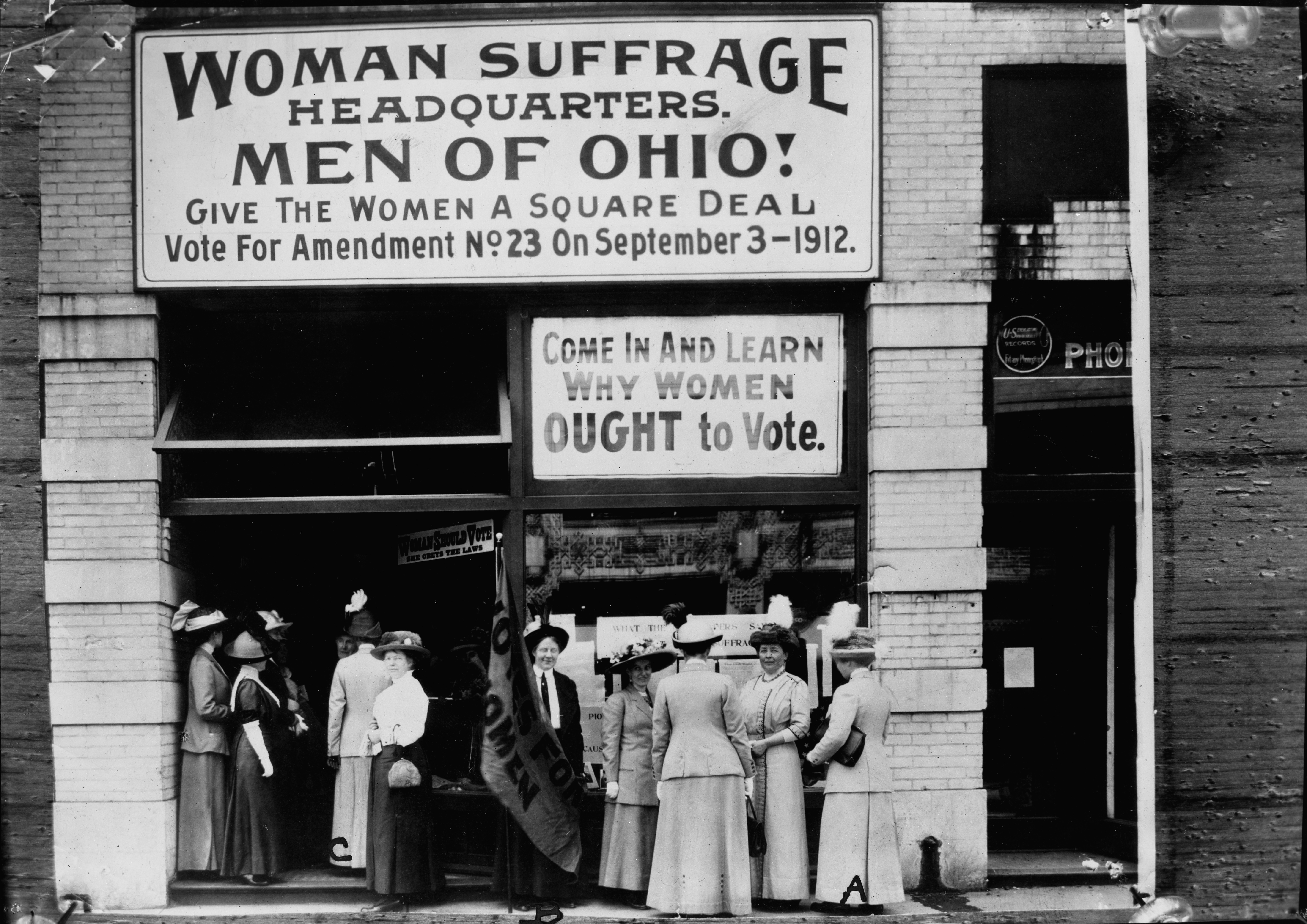
Quartiere generale delle suffragette a Cleveland nel 1912.

Il NWSA era noto per avere un maggior numero di tattiche pubblicamente aggressive come il picchetto e lo sciopero della fame, laddove invece l'AWSA utilizzava strategie più tradizionali come il gruppo di pressione, la diffusione di discorsi, l'applicazione di pressioni politiche e la raccolta di firme per le petizioni.
La prima ondata di femministe, contrariamente alla seconda, si concentrò molto poco sugli argomenti dell'aborto, della contraccezione e dei diritti riproduttivi generali delle donne. Anche se non si sposò mai Anthony fece pubblicare le sue opinioni sul matrimonio, ritenendo che una donna dovrebbe essere autorizzata a rifiutare il rapporto sessuale con il marito; la donna americana non disponeva in quel momento di un ricorso legale contro lo stupro commesso in famiglia.
Nel 1860 nello stato di New York passò una legge di proprietà delle donne sposate rivista che diede alle donne la condivisione di proprietà dei loro figli, consentendo loro di avere una parola nella volontà dei figli e concedendo loro il diritto di amministrare e ereditare la proprietà. Altri progressi, ma anche altre sconfitte, furono sperimentate in altri stati, ma con ogni nuova vittoria le femministe poterono usarla come esempio per svolgere una maggior pressione sui corpi legislativi oramai inconciliabili.
Queste femministe, chiamate da alcuni autori "femministe sociali" (anche se questo termine viene criticato da altri), presentavano programmi di miglioramento sociale, tra cui la richiesta del proibizionismo, la lotta alla prostituzione, il pacifismo e la tutela dei consumatori. Il voto per le donne sarebbe stato un modo per entrare negli affari di stato così come erano sempre state addentro agli affari di casa. Diverse associazioni condivisero queste idee con l'"Unione per la temperanza della donna cristiana".
Anche se sembravano essenzialmente conservatori i membri di queste associazioni non si sottomisero supinamente al potere costituito; evidenziando l'immagine della donna protettiva condussero una loro personale lotta conto i vizi caratteristici degli uomini (alcol, ricorso alla prostituzione, violenza) e criticando il sistema capitalista, seppur non appartenenti al movimento socialista. Tali gruppi furono costituiti principalmente da donne bianche delle classi superiori della società.
In risposta alla loro non ammissione in queste formazioni le donne afroamericane crearono una loro associazione, la "National Association of Colored Women" nel 1896; anche se avvicinate da molte questioni, i due movimenti non si ritrovarono più nell'aiuto alle associazioni afroamericane di resistenza civile le quali lottavano principalmente contro ogni discriminazione razziale.

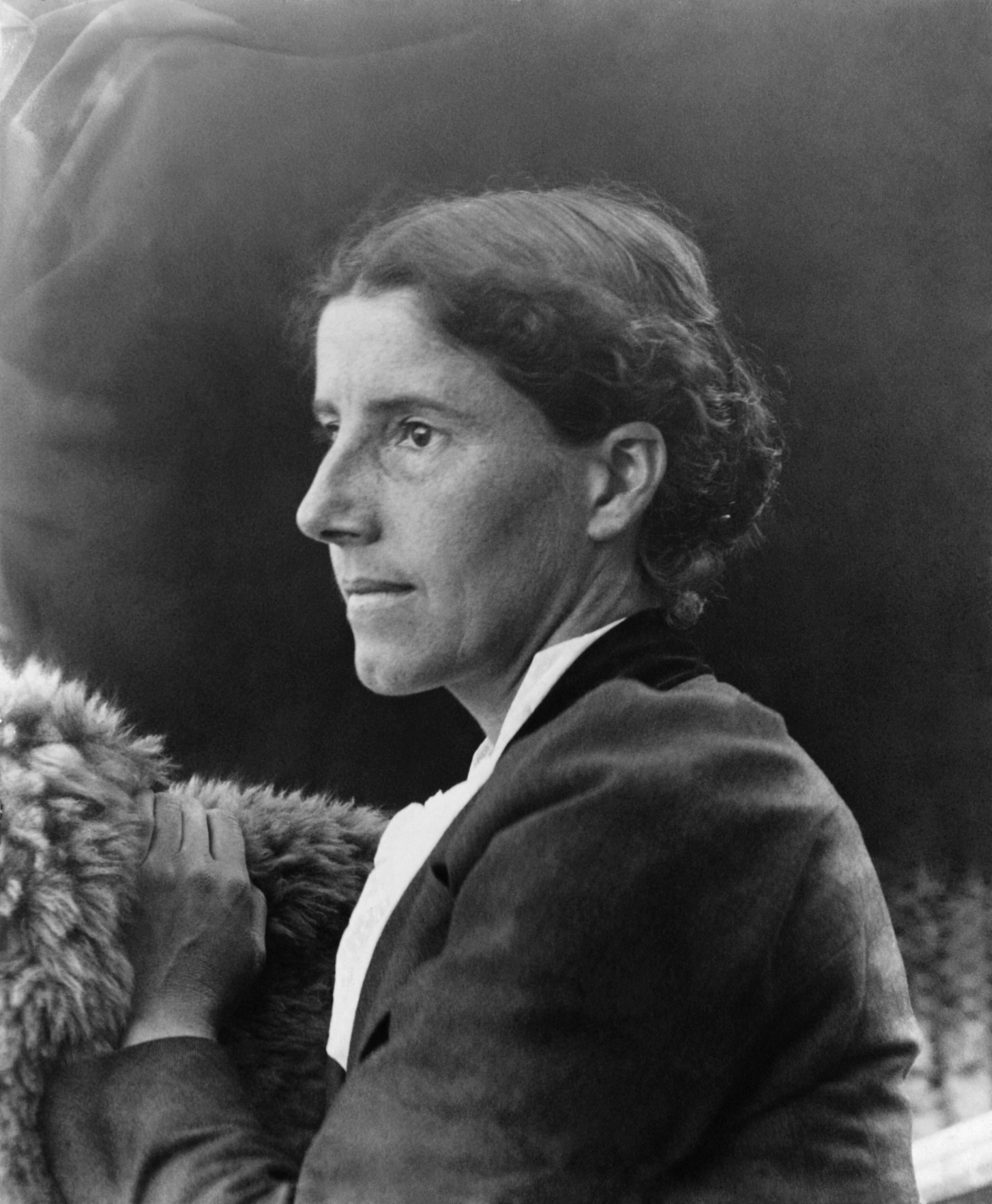
Charlotte Perkins Gilman (1860-1935) nel 1900 circa.

In contrasto con il movimento femminista con una prevalenza di donne appartenenti all'alta società, si cominciò a sviluppare anche un femminismo socialista-anarchico; anche se la sua influenza risultò essere molto minore, riuscì però a raggiungere le donne delle classi lavoratrici. Per queste femministe l'alienazione della donna era legata al sistema capitalista e pertanto la liberazione avrebbe potuto avvenire solo da uno scontro in piena regola con la società predominante. Una delle figure di spicco del movimento socialista fu Charlotte Perkins Gilman, che partecipò anche alla rivista Feminism.
In effetti anche se la lotta per ottenere la parità di diritti ebbe il suo inizio nel XIX secolo, il termine "femminismo" apparve in terra americana solo nel 1910. La variazione rispetto al periodo precedente non fu brusca in quanto molte donne continuarono ad aderire agli obiettivi e ai metodi che contraddistinsero le prime femministe nei loro successi. Le prime lotte che unificarono tutte le femministe si concentravano sulla concessione del suffragio; infatti, una volta raggiunto questo obiettivo, avrebbero potuto esser cercati anche cambiamenti significativi in materia d'istruzione e, più in generale, sociali. Fatto questo la condizione della donna sarebbe migliorata in modo naturale.
Il movimento femminista ebbe ad affermarsi, seppur solo come frangia estrema, anche come movimento rivoluzionario; esso non solo cercava uguali diritti civili, ma richiedeva anche una vera e propria liberazione sessuale, rifiutando la società cristiana e le sue norme e mettendo in discussione la nozione stessa di identità sessuale. Uno dei primi gruppi di rilievo fu "Heterodoxy", fondato nel 1913 da Marie Jenney Howe nel Greenwich Village, il quartiere di New York frequentato dagli artisti.
I membri di quest'associazione rifletterono sulle forme di dominazione maschile e sui mezzi necessari per poter liberare le donne, ma misero anche in pratica le loro idee sulla liberazione sessuale e la ricerca del piacere. Nel 1914 Henrietta Rodman creò l'"Alliance Féministe". Il radicalismo femminista ebbe modo di evidenziarsi anche nel 1916 con la fondazione del "National Women's Party" (NWP), difatti la "National American Woman Suffrage Association" (NAWSA) esistente dal 1912 sembrò essere troppo timida per alcune femministe.
I membri dell'NWP, proprio come le suffragette inglesi, dimostreranno organizzando azioni visibili per attirare l'attenzione dell'opinione pubblica. Fu così ce nel 1917 giunsero ad occupare la strada antistante la Casa Bianca cominciando scioperi della fame dopo esser state arrestate.

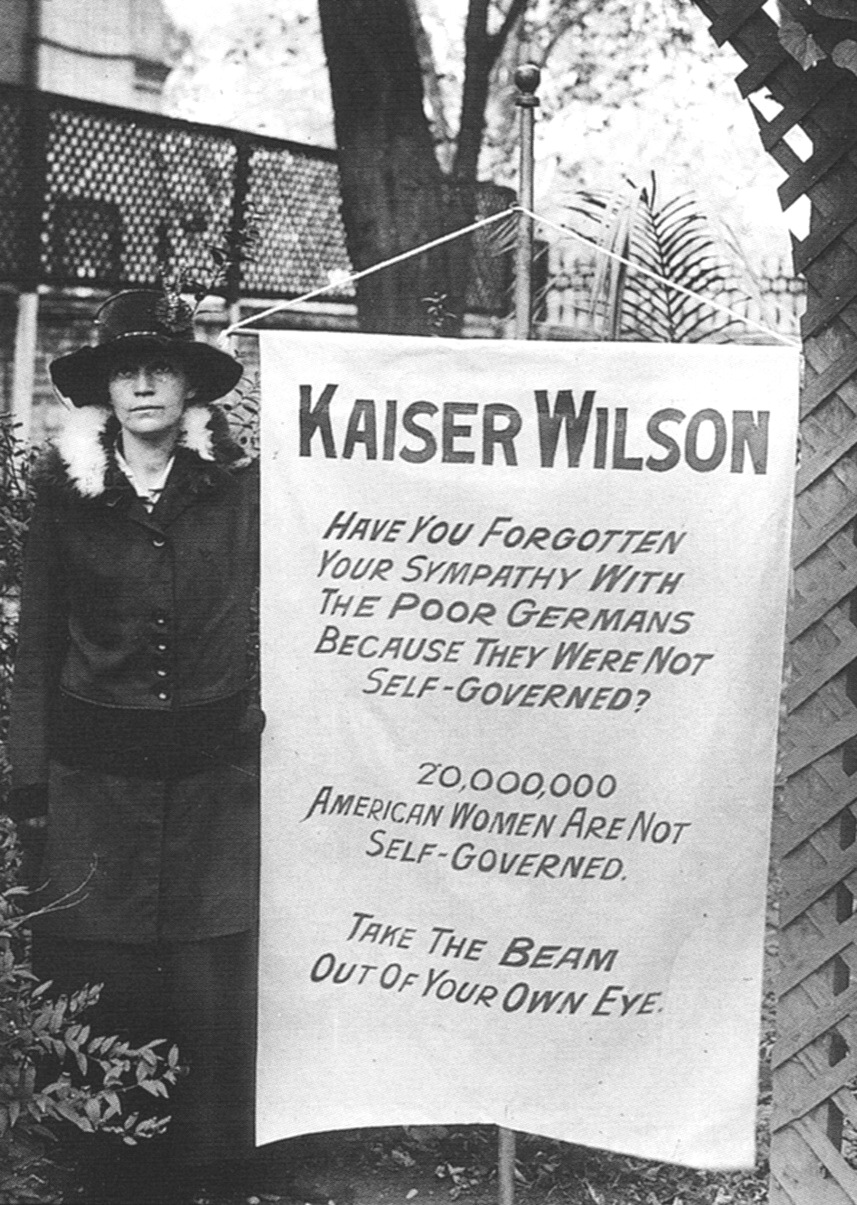
Suffragetta con manifesto che protesta contro Thomas Woodrow Wilson, Washington 1918.

La fine della prima ondata è spesso legata al passaggio del "Diciannovesimo emendamento della costituzione degli Stati Uniti" (1920) il quale concesse alle donne la facoltà di voto; questa fu la vittoria principale del movimento, che includeva anche riforme nell'istruzione superiore, nei luoghi di lavoro, nelle professioni e nell'assistenza sanitaria. La vittoria segna anche il riflusso del femminismo; le associazioni perdono molti membri e affrontano scissioni e l'aderire ad un programma comune non è più un impedimento per gli scontri intestini.
Al contrario le associazioni di donne nere che avevano anche l'obiettivo di porre finalmente fine alla discriminazione razziale mantennero facilmente i loro membri. Inoltre gli anni '20 furono caratterizzati da un aumento di cautela riguardo all'espressione delle femministe; le giovani donne non videro più l'importanza di lottare per ottenere la parità dei diritti, mentre i valori del matrimonio e della maternità vennero ancora riconosciuti come fondamentali.
Vi sono stati diversi resoconti del coinvolgimento delle donne afroamericane nel movimento di suffragio femminile. Nel corso di un'intervista concessa nel 1974 Alice Paul osservò che fu fatto un compromesso tra i gruppi del sud del paese per avere prima la marcia delle donne bianche, poi quella degli uomini ed infine quella delle donne afroamericane.
In un altro resoconto della National Association for the Advancement of Colored People (NAACP) le difficoltà di separazione delle donne determinarono che le afroamericane marciarono nei loro rispettivi stati senza avere ostacoli. Tra loro vi fu anche Ida B. Wells, che marciava con la delegazione dell'Illinois.
Fino al 1960 il femminismo non trovò più un'energia pari a quella spesa durante la fine del XIX secolo e l'inizio del XX.

## Questioni
Le femministe della prima ondata cercarono innanzitutto di ottenere l'accesso all'istruzione per tutte le ragazze, il miglioramento della situazione delle donne sposate, l'uguaglianza sul posto di lavoro e l'accesso alla vita politica attraverso il diritto di voto.

### Educazione
Il diritto ad un'istruzione adeguata è la prima affermazione delle pioniere de femminismo già nel XVII secolo. Per tutto il XIX secolo una tale rivendicazione rimane molto importante: infatti attraverso la conoscenza le donne si poterono integrare meglio nel mondo del lavoro e furono anche meglio in grado di svolgere un ruolo politico. La conoscenza quindi sembrò il modo migliore per ottenere una crescita di status rispetto al ruolo sottoposto che avevano sempre tenuto nei confronti delle decisioni del marito. Per sviluppare l'istruzione femminile le donne in molti paesi organizzarono corsi di finanza senza passare attraverso lo Stato.
Nella seconda metà del XIX secolo le rivendicazioni si riferirono ad argomenti più specifici come l'accesso all'istruzione superiore e alla formazione professionale.
All'inizio del XX secolo il tema della diversità e dell'educazione sessuale cominciarono ad apparire tra le richieste femministe.

### Situazione delle donne sposate
Nel Regno Unito fino al 1857 una donna non poteva chiedere il divorzio anche se il marito la tradiva, mentre l'uomo aveva questo diritto. La moglie non poteva, senza il consenso del coniuge, fare testamento, firmare un contratto di locazione, citare qualcuno in tribunale, possedere beni propri ecc. Caroline Norton scrisse molto su questi argomenti e nel 1857 la "Marriage and Divorce Act" (legge sul matrimonio e il divorzio) contenne in numerose sue idee.

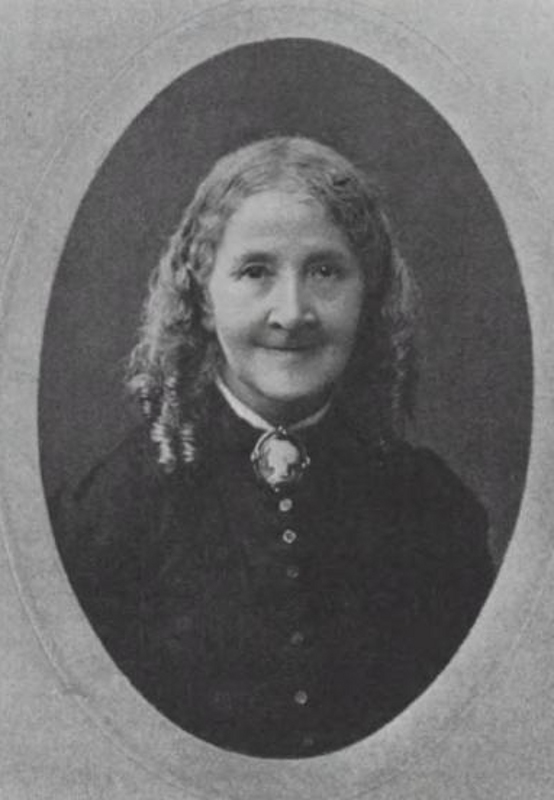
La saggista britannica Elizabeth Wolstenholme (1833-1918).

#### Sessualità
Anche se la sessualità femminile non ebbe mai cittadinanza nell'età vittoriana, molte tra le femministe della prima ora osarono affrontare questo problema di petto. In primo luogo la violenza sessuale e lo stupro coniugale in particolare furono al centro degli scritti di Elizabeth Wolstenholme, membro delle "Ladies of Langham Place"; ella sostenne il diritto alla negazione del rapporto sessuale per le donne sposate di modo che potessero così ritrovare la propria autocoscienza.
Un altro modo per affrontare questo problema fu quello di collegarlo alla proliferazione di malattie sessualmente trasmissibili, particolarmente la gonorrea e la sifilide; così Wolstenholme divenne membro della "Ladies National Association for the Abolition of the Contagious Disease" (Associazione nazionale femminile per l'abolizione delle malattie contagiose).
L'azione svolta da Josephine Butler all'interno di quest'associazione spinse il governo britannico a votare nel 1860 la "Contagious Disease Acts". La lotta conto le malattie veneree fu una priorità per queste femministe poiché, secondo una stima fatta da Christabel Pankhurst nel suo libro The Great Scourge (Il grande flagello) prima e in How to End It poi, pubblicati nel 1913, almeno l'80% degli uomini soffriva di gonorrea e il 20% di sifilide e non si facevano alcuno scrupolo a contaminare anche le giovani donne.
Al tempo vigeva un'ignoranza assoluta a riguardo di queste malattie e la lettura e i libri di medicina rimanevano interdetti alle donne.

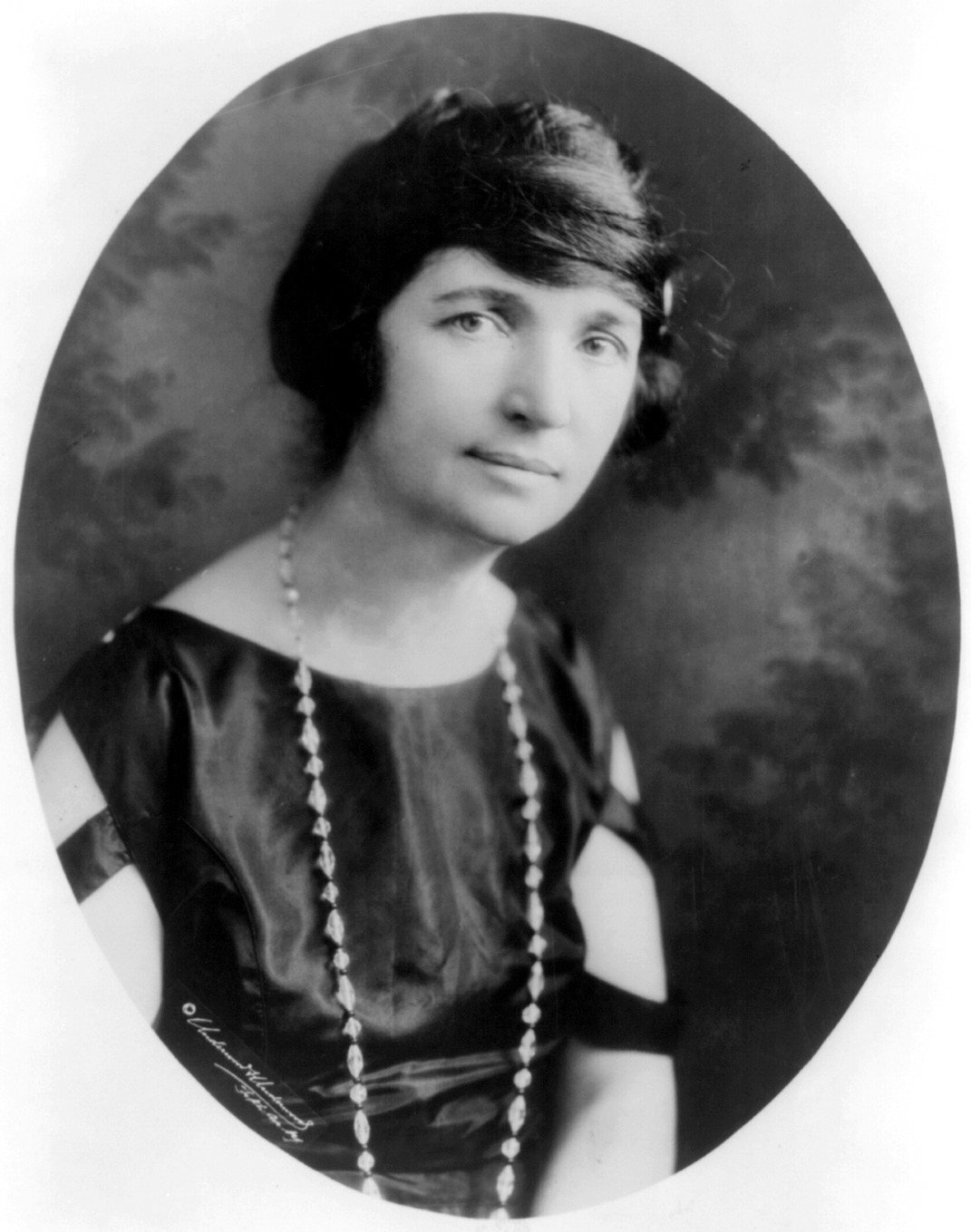
Margaret Sanger si schierò a favore della contraccezione.

#### Controllo delle nascite
Di tutti i problemi e questioni portati dalle femministe nel dibattito pubblico quello del controllo delle nascite fu senza dubbio quello che era più tabù. Nel Regno Unito Annie Besant e Charles Bradlaugh fecero ristampare nel 1877 il testo intitolato "The Fruits of Philosophy", che si occupava di contraccezione; furono condannati con l'accusa di aver pubblicato un libro considerato osceno.
Questo argomento fu anche uno tra i più discussi tra le femministe, poiché molte di loro credettero che l'accesso alla contraccezione avrebbe permesso agli uomini d'imporre ancora di più i loro desideri sessuali davanti alle mogli; il celibato fu in questo caso preferito alla contraccezione.
Lo stesso si verificò oltreoceano dove le femministe socialiste come Charlotte Perkins Gilman videro ed intesero la contraccezione come un ulteriore mezzo per gli uomini di negare la personalità delle donne e quindi di renderle maggiormente vulnerabili, Al contrario Margaret Sanger, la quale apparteneva allo stesso movimento femminista di Gilman, fu l'avvocato difensore del controllo delle nascite, sottolineando la libertà che avrebbe dato ai coniugi e al miglioramento che avrebbe portato alla loro salute.
Inoltre, sempre secondo Sarger, il sistema capitalista non avrebbe più potuto funzionare se la popolazione fosse diminuita. Tuttavia tali discorsi ispirati dal socialismo scomparvero dalla scena pubblica nel 1917, quando il bolscevismo prese il potere in Russia.

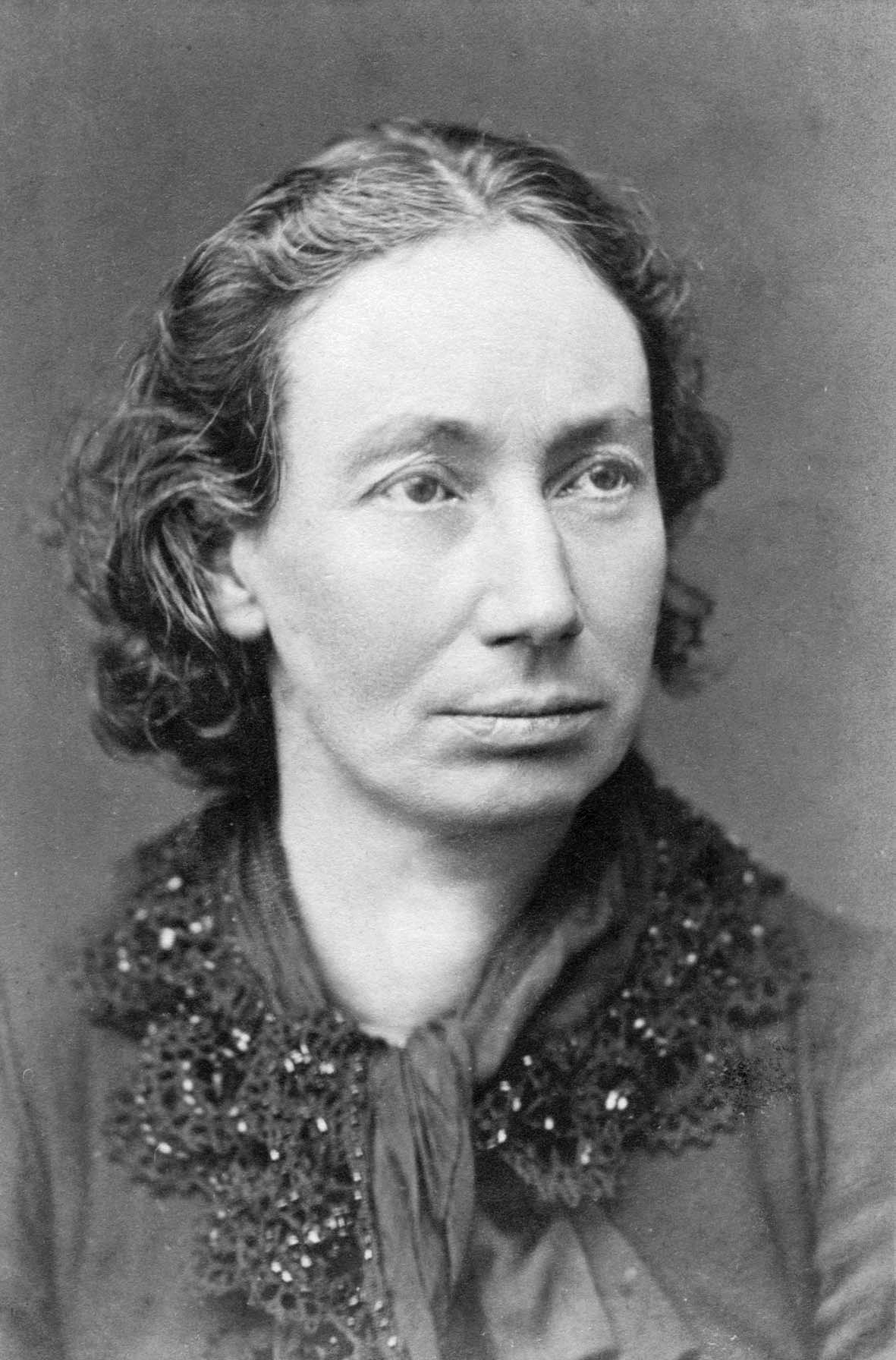
Louise Michel (1830-1905) firmò la prima dichiarazione per la parità di diritti tra uomini e donne, pubblicata nel 1866.

### Lavoro femminile
Il lavoro delle donne fu una delle principali preoccupazioni in Europa nella seconda metà del XIX secolo. Il diritto al lavoro fu sostenuto dalle femministe appartenenti alla borghesia; questo portò poi alle rivendicazioni sulla parità di salari con gli uomini. A partire dal 1921, in Svizzera, presso il 2º congresso degli interessi femminili comparve per la prima volta lo slogan "parità di lavoro, parità di retribuzione".
Tuttavia questo desideri di entrar a far parte del mondo del lavoro non fu accettato da tutti i movimenti politici; così, durante il congresso della Seconda Internazionale svoltosi nel mese di settembre del 1866, la maggioranza dei rappresentanti condannò il diritto al lavoro per le donne come un male del capitalismo; la donna avrebbe invece dovuto essere libera dal lavoro per dedicarsi pienamente ai suoi compiti di moglie e madre.
Tuttavia questa risoluzione venne fortemente criticata dalle femministe che chiamarono a raccolta con un appello chiedendo pari diritti civili, il diritto all'istruzione e il diritto al lavoro; il testo fu firmato da 38 donne tra cui Maria Deraismes, André Leo e Louise Michel e fatto pubblicare nel giornale Le Droit des femmes.
D'altra parte il lavoro femminile poteva essere più subito che voluto; i lavoratori, costretti a turni massacranti, dovevano lottare per un miglioramento delle proprie condizioni di vita; ciò richiedeva la giornata lavorativa di 8 ore, l'istituzione di un corpo d'ispettori di fabbrica, il divieto del lavoro notturno ecc. Proprio la questione del lavoro notturno divise le femministe poiché dal 1892 esso fu vietato in Francia. Anche se questa legge venne presentata come una protezione per le donne, fu lo stesso criticata dalle femministe come Deraismes, che la videro invece come una restrizione della loro libertà.

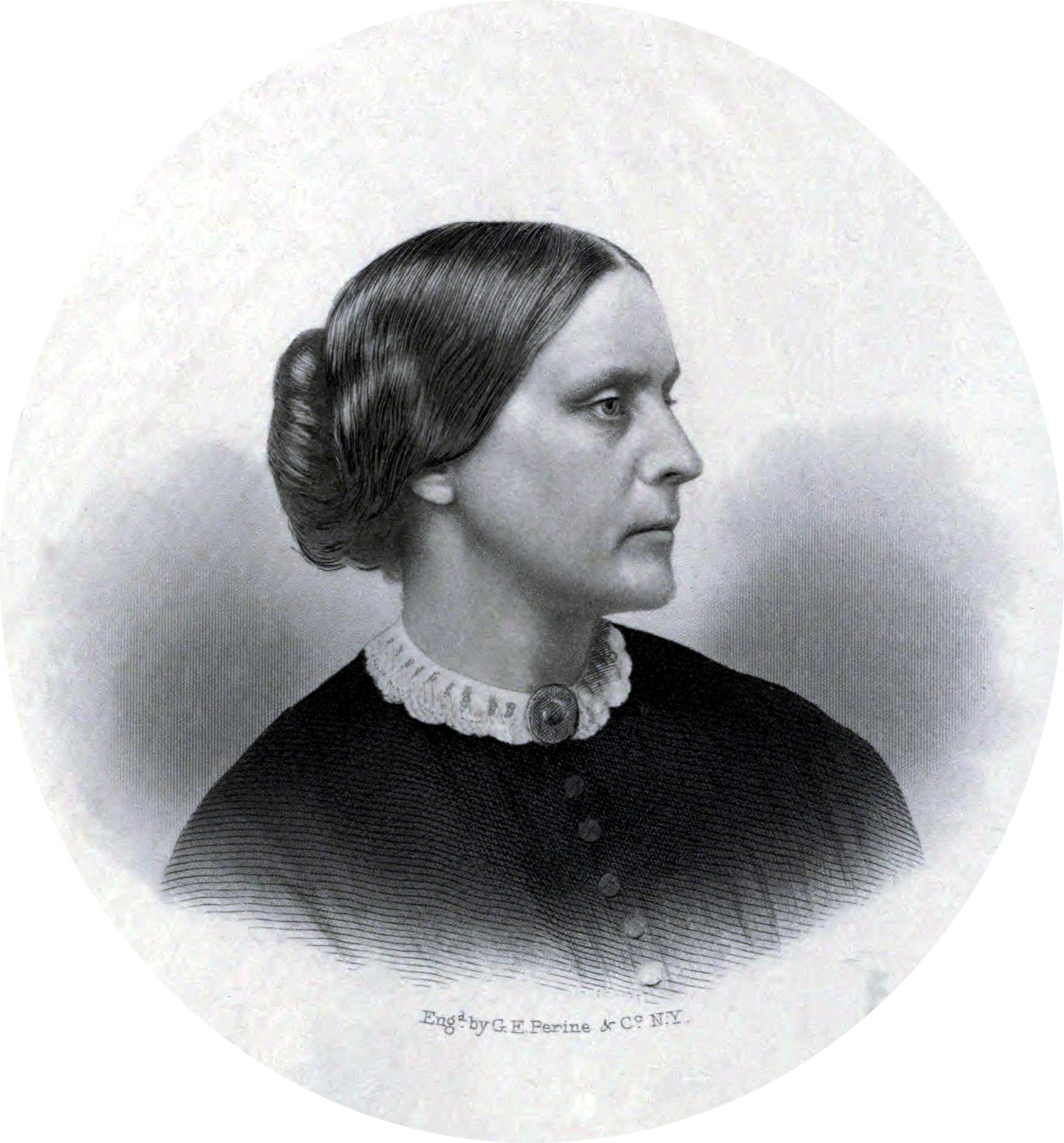
La statunitense Susan B. Anthony (1820-1906) attorno al 1855.

### Diritto di voto
Il diritto di voto fu la bandiera portante del movimento femminista per tutto il XIX secolo, anche se in paesi e periodi differenti apparve come essenziale o secondario. Nel Regno Unito le donne cercarono prima di persuadere il governo con azioni legali. Nella petizione presentata da John Stuart Mill si richiese un dibattito sulla terza riforma elettorale del 1884 e la discussione femminista rimase uno dei punti forti.
Ma nel 1903, con la creazione della Women's Social and Political Union, si notò un chiaro cambiamento di tono. Le suffragette cominciarono sempre più ad utilizzare metodologie violente, anche illegali, e la risposta delle autorità fu ferrea con l'arresto delle femministe e la loro detenzione. Coloro che scelsero lo sciopero della fame furono nutrite forzosamente. Fu il ruolo svolto dalle donne durante la Grande Guerra a portare il governo a concedere nel 1918 il voto alle donne con più di trent'anni.
Negli Stati Uniti emersero due organizzazioni nel 1869, la "National Woman's Suffrage Association" di Susan B. Anthony e Elizabeth Cady Stanton e l'"American Woman Suffrage Association" fondata da Lucy Stone e Henry Browne Blackwell; questi due gruppi si fusero nel 1890. Tra il 1870 e il 1910 vennero organizzate 480 campagne per l'organizzazione di referendum locali; questo portò allo svolgimento di 17 di essi in diversi Stati federati degli Stati Uniti d'America. Solo due comporteranno una vittoria per il diritto di voto femminile.

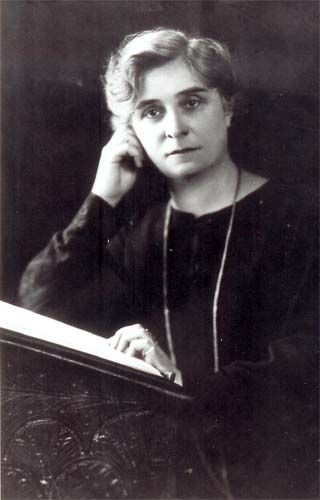
Maria Vérone (1874-1938).

L'inizio della prima guerra mondiale segnerà una pausa nelle rivendicazioni femministe ma già nel 1916 il movimento venne fatto rivivere grazie a Carrie Chapman Catt col suo "Winning Plan" (Piano della Vittoria). Il 26 agosto del 1920 la 19° modifica costituzionale garantì la promulgazione del diritto di voto per le donne.
In Francia Hubertine Auclert fondò nel 1876 il giornale Le Droit des Femmes  attorno a cui si raccolse il primo gruppo francese a sostegno del suffragio femminile. Gli anni '10 del XX secolo videro la nascita dell'"Union française pour le suffrage des femmes" e la "Ligue française pour le droit des femmes", guidati entrambi da Maria Vérone, i quali organizzarono campagne per il diritto di voto. Pochi tra gli eventi organizzati furono subito repressi dalle autorità. Soltanto in piena guerra il diritto di voto viene concesso loro, il 21 aprile 1944, per ordine del Comitato francese di Liberazione nazionale presieduto da Charles de Gaulle.

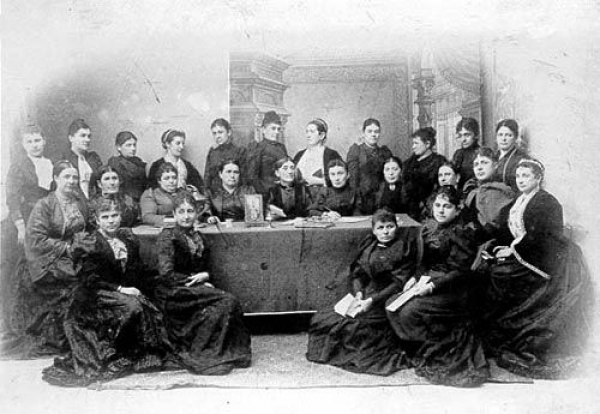
Riunione delle femministe di Belgrado nel 1894.

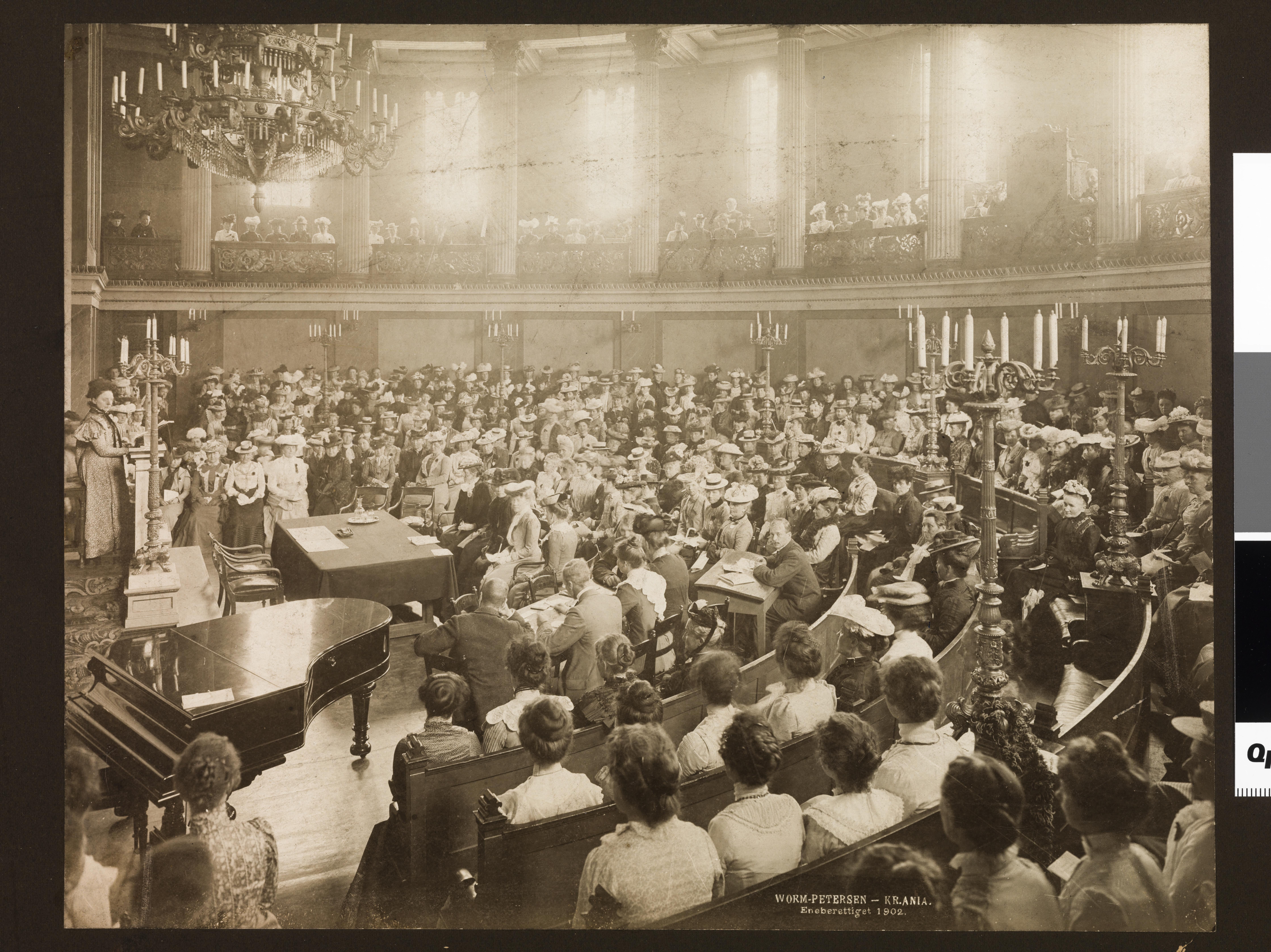
Congresso femminista a Oslo nel 1902.

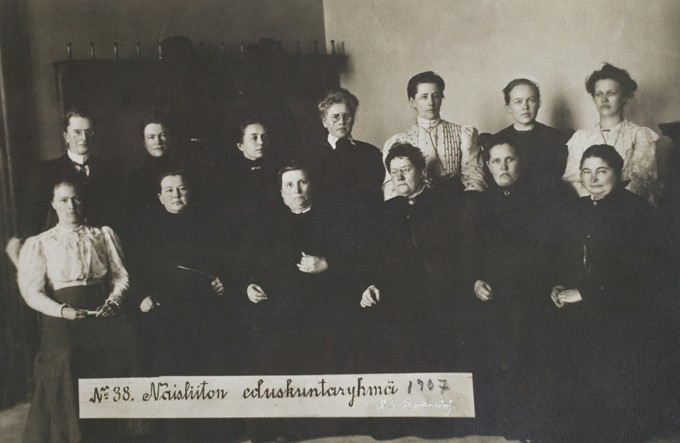
Le prime donne elette come parlamentari al mondo, Finlandia 1907.

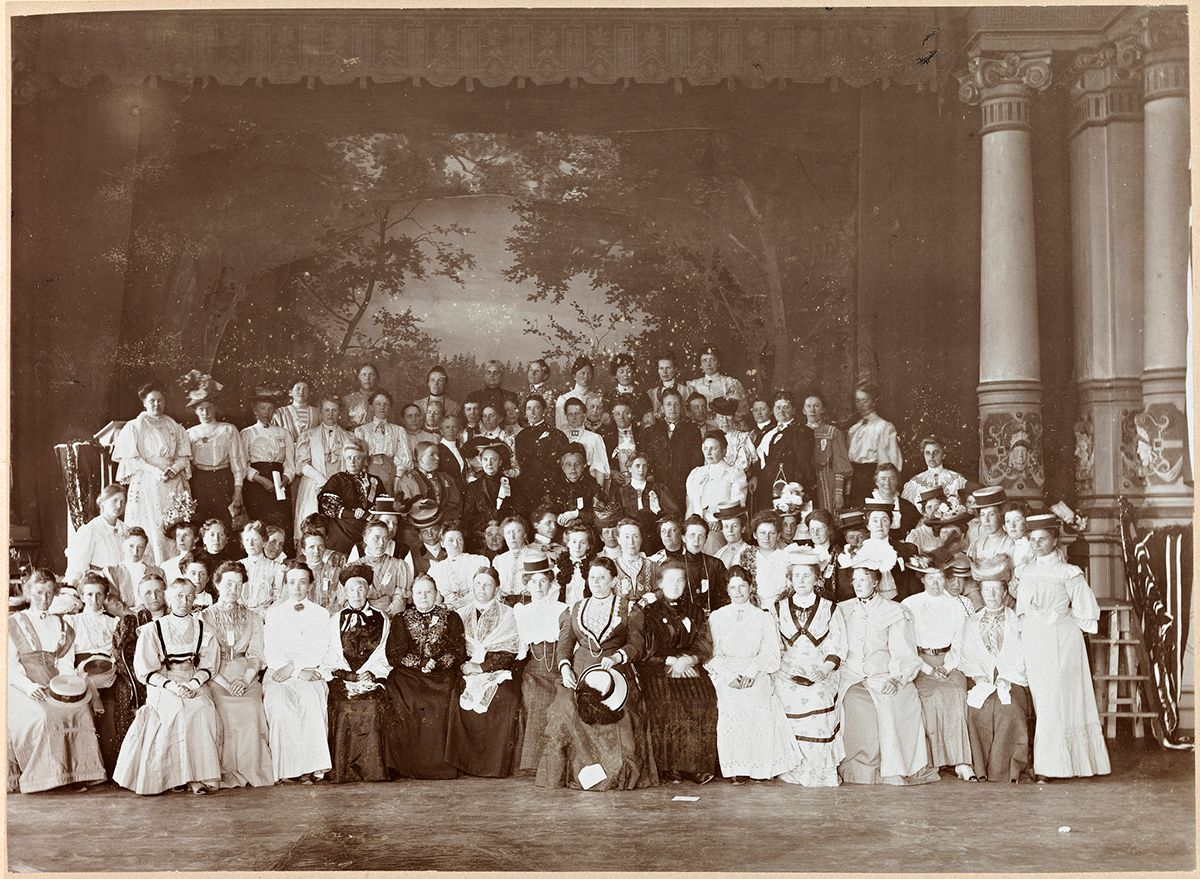
"Associazione per il suffragio femminile" norvegese, fondata nel 1898. L'immagine è tratta da un incontro avvenuto a Lillehammer.

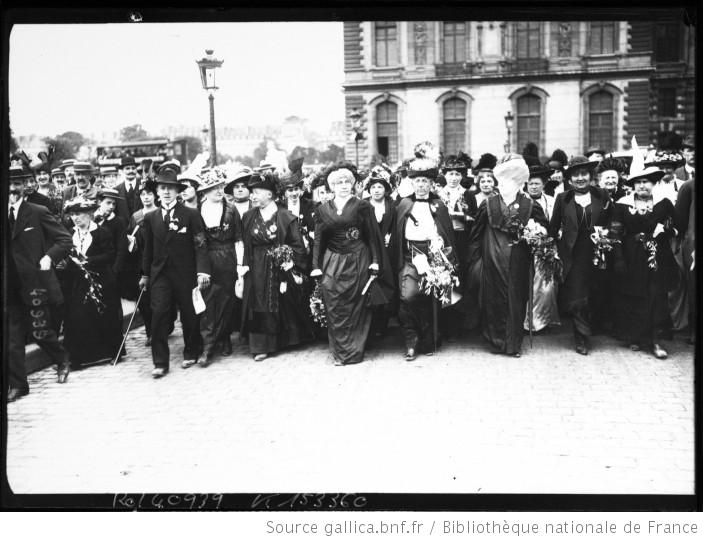
Suffragette francesi.

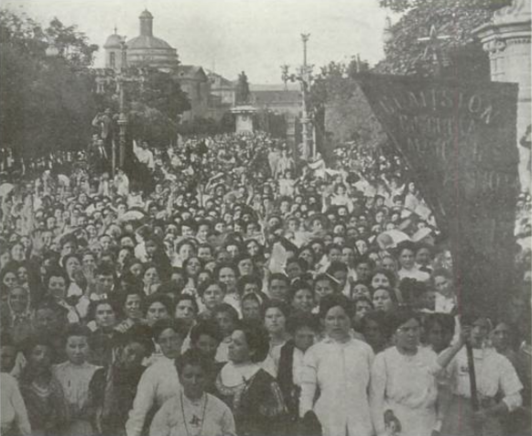
Manifestazione femminista indetta da Ángeles López de Ayala a Barcellona nel 1910.

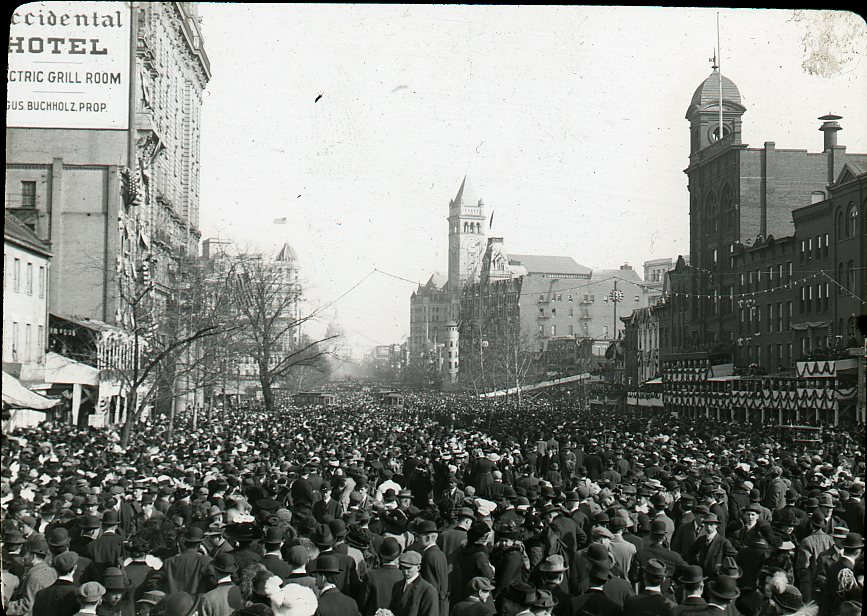
Manifestazione per il suffragio femminile negli Stati Uniti nel 1913.

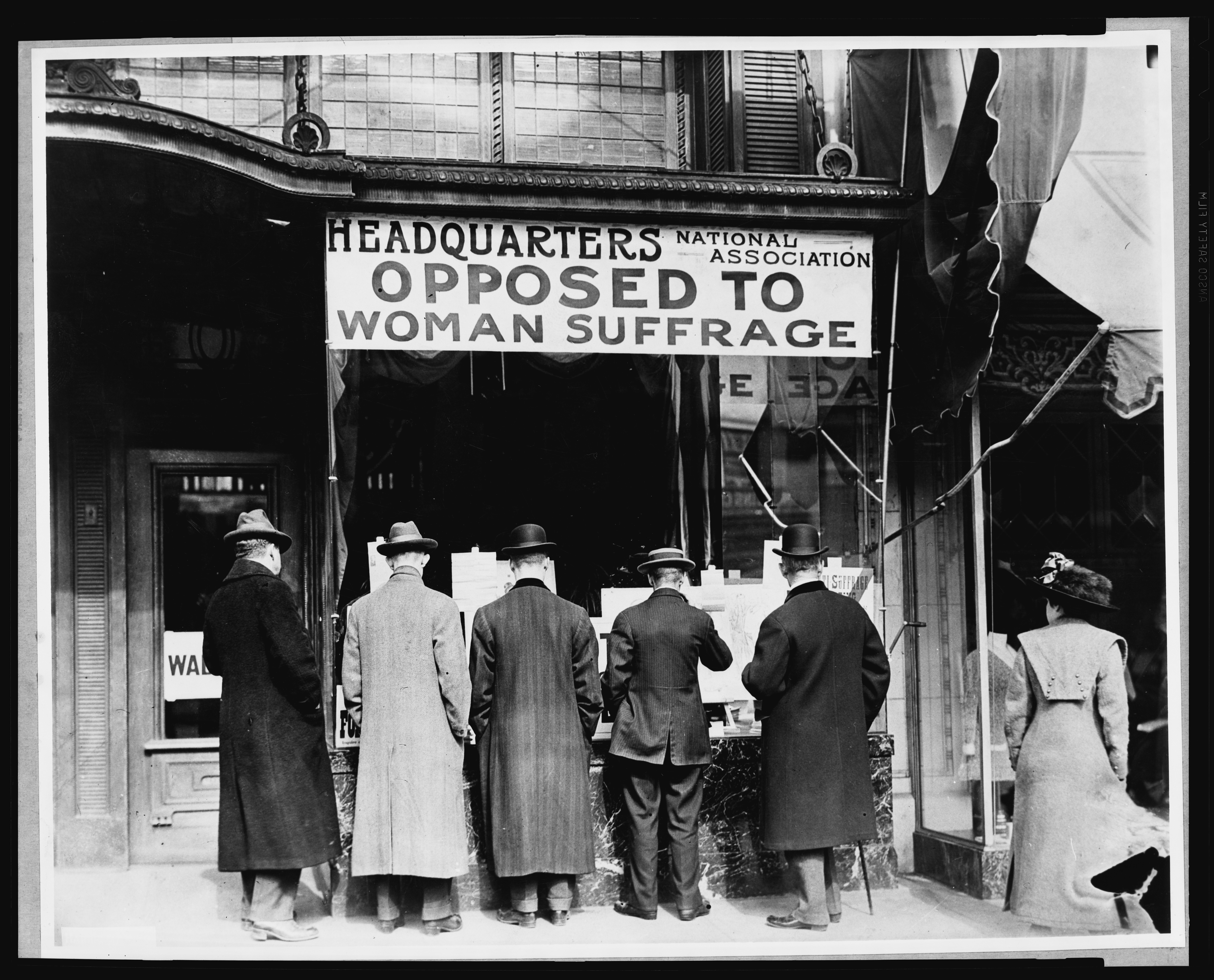
Locale contrario al suffragio femminile negli Stati Uniti.

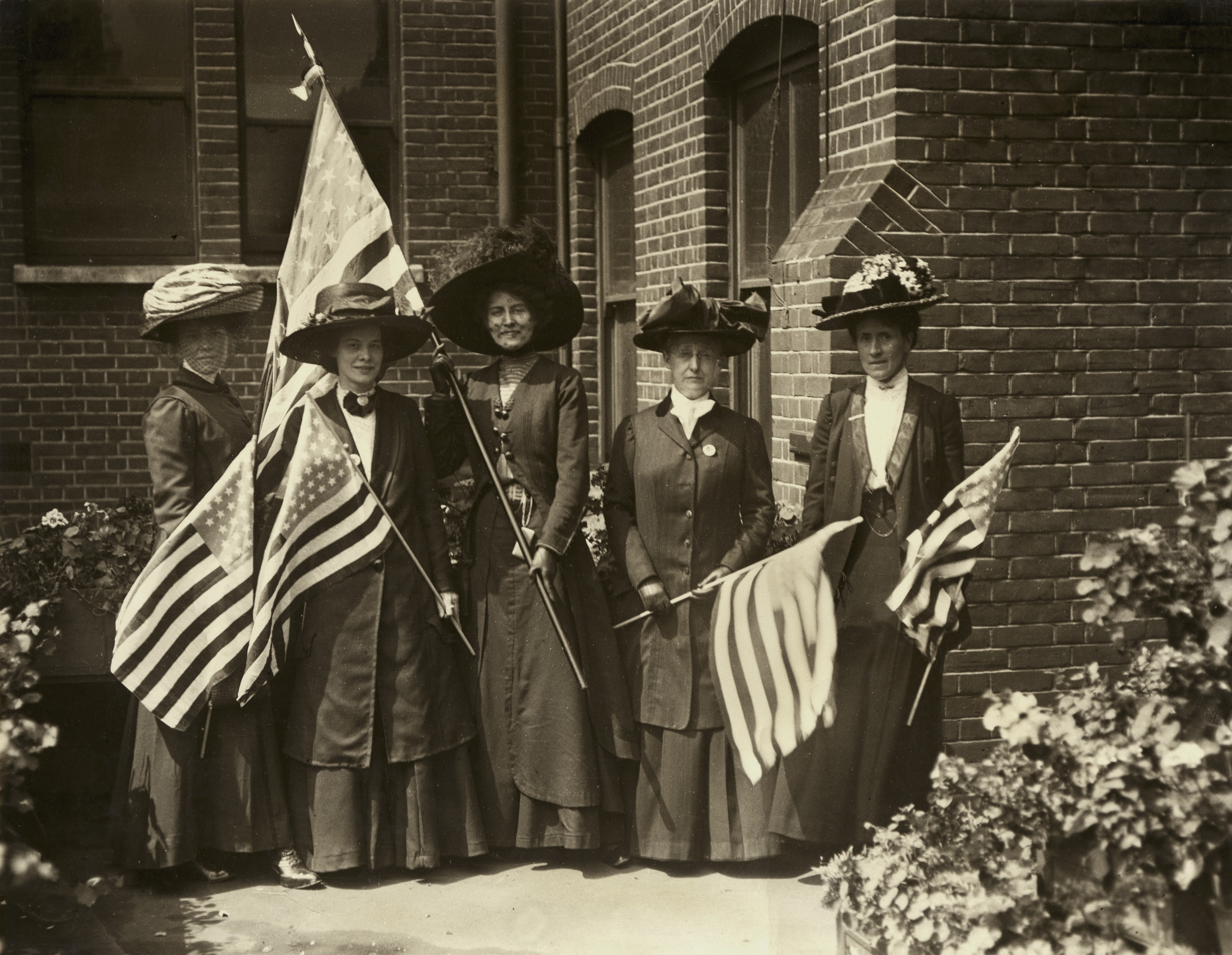
Suffragette statunitensi nel 1911.

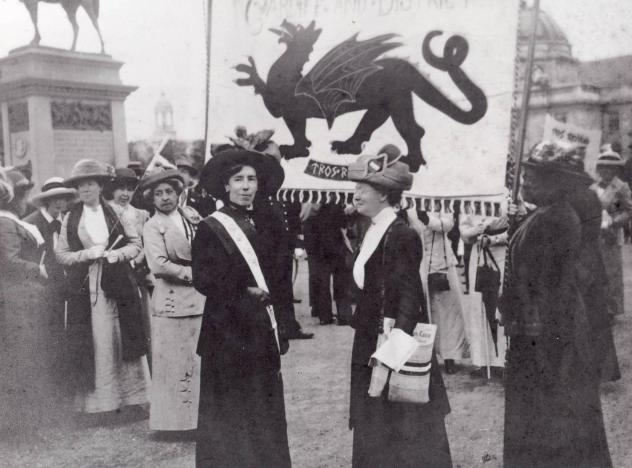
Donne in piazza a Cardiff nel 1913.

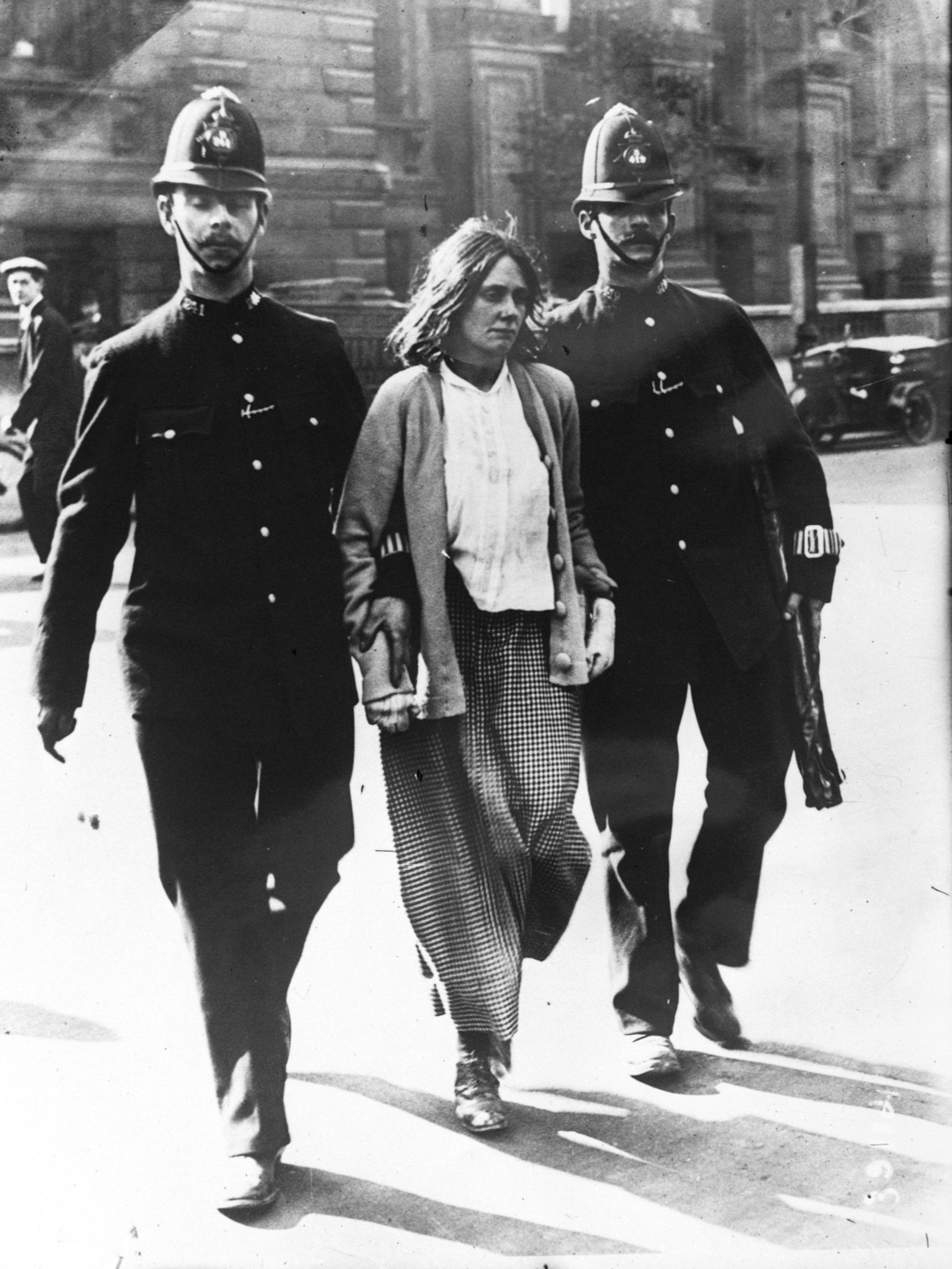
Suffragetta arrestata a Londra nel 1914.

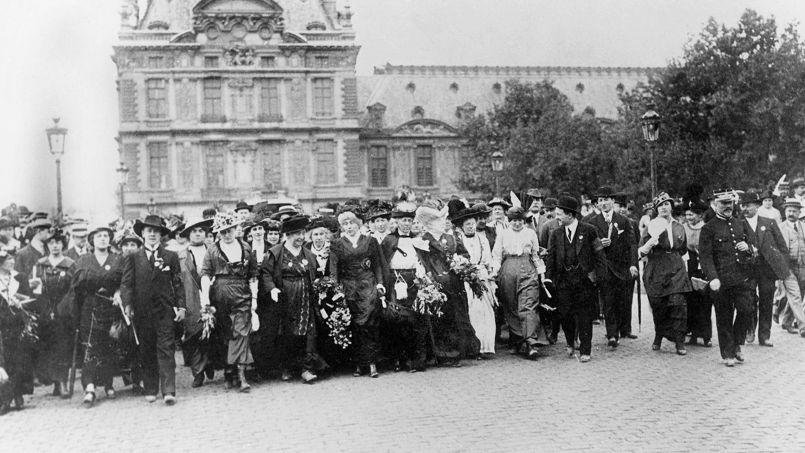
Dimostrazione femminista a Parigi nel 1914.

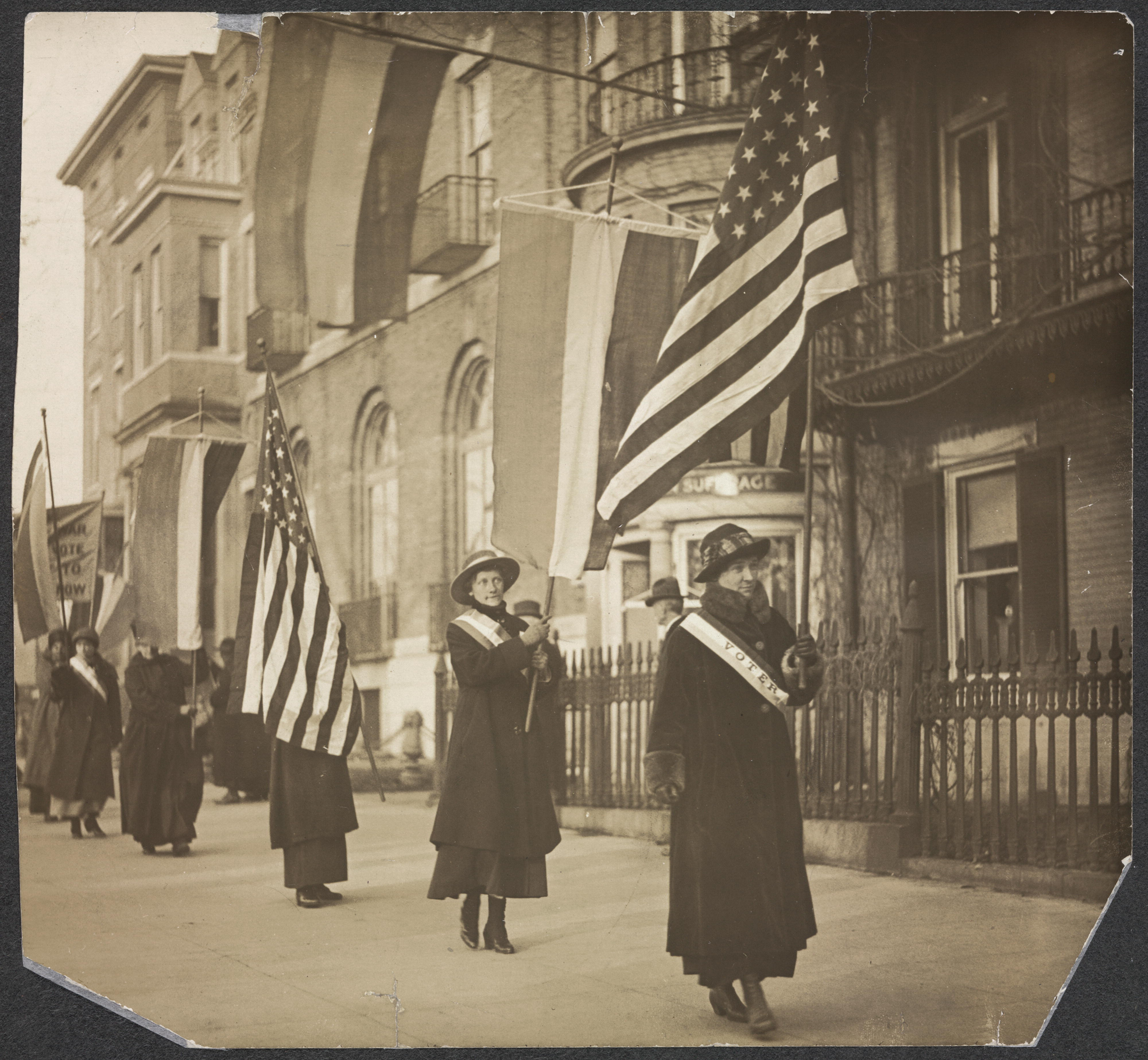
Picchetto di donne statunitensi a favore del suffragio nel 1917.

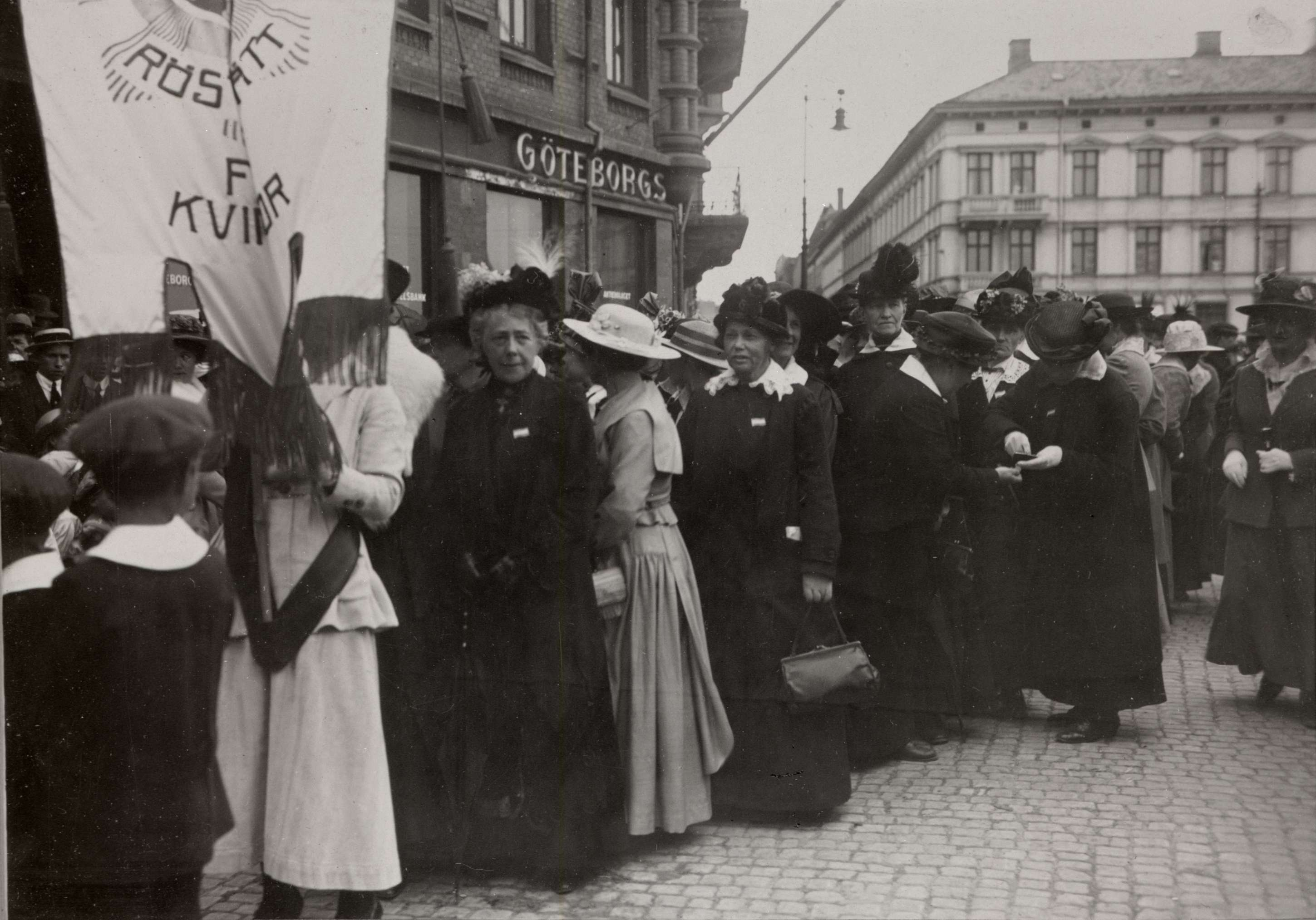
Dimostrazione di done svedesi a Göteborg nel 1918.

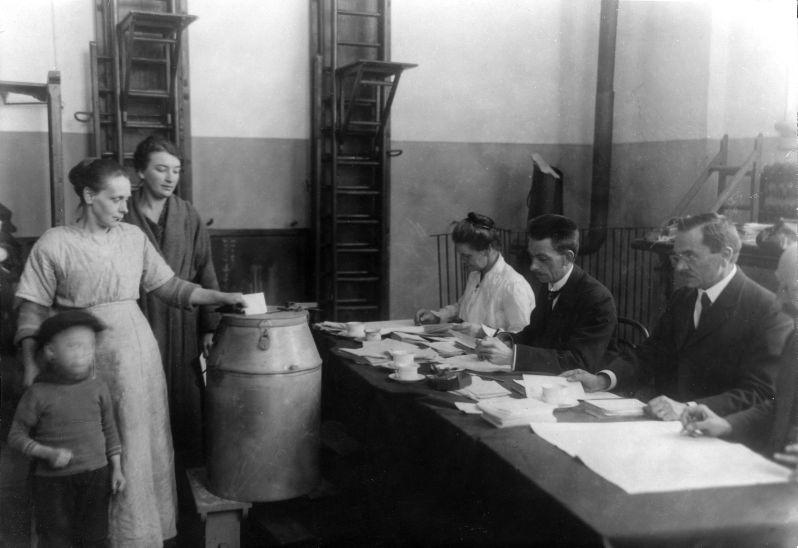
Donne al voto ad Amsterdam nel 1921.

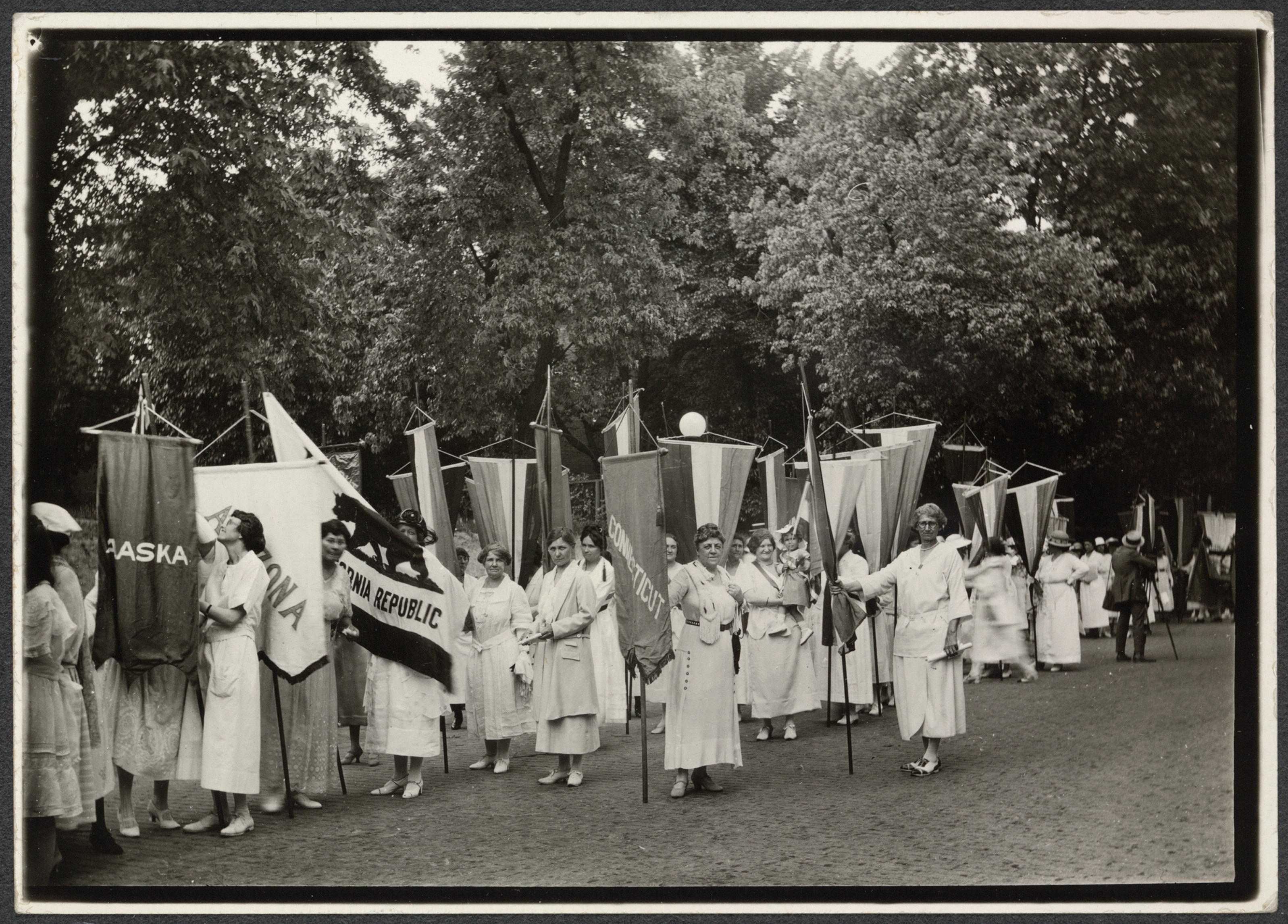
Membri del "National Woman's Party" in marcia nel 1922.

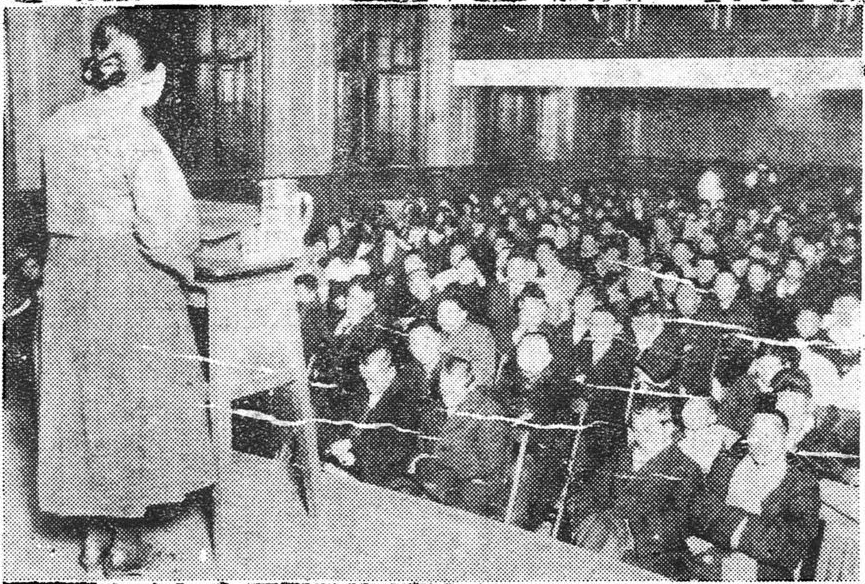
Un'insegnante coreana nel 1926

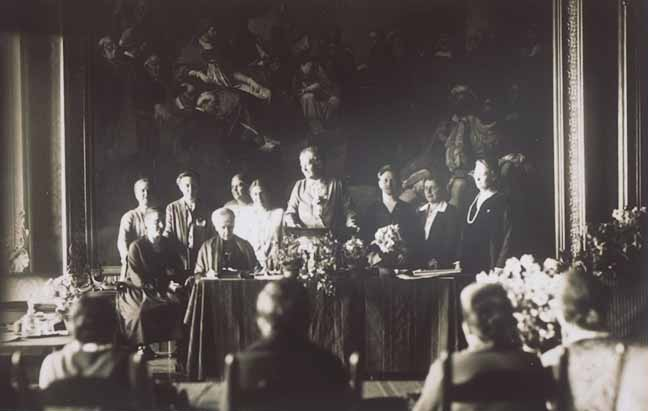
Assemblea Generale della "Federazione delle Donne Evangeliche tedesche" a Stralsund, 1927

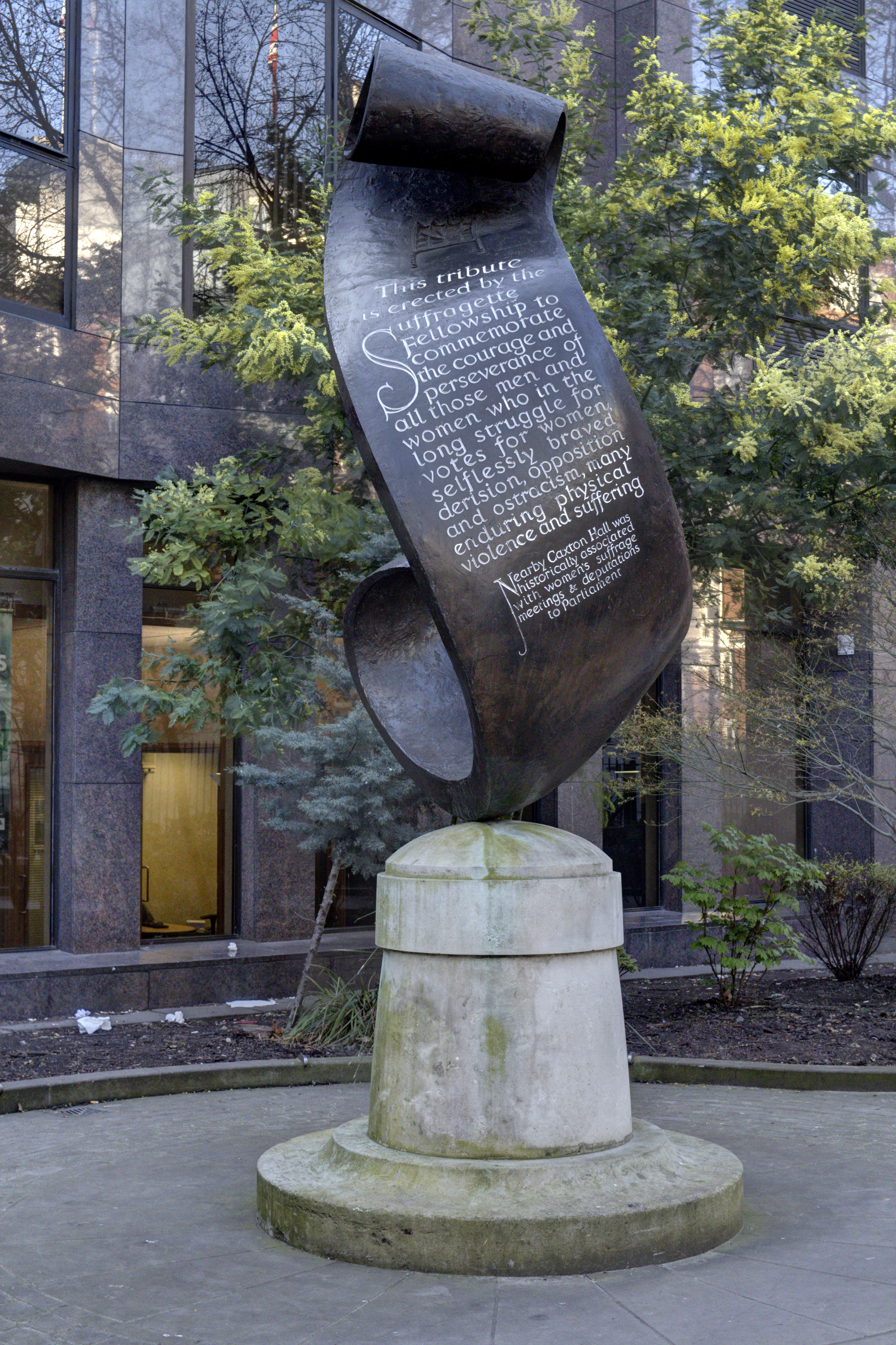
Il memoriale dedicato alle suffragette a Christchurch Gardens, Londra.

Pannello per il centenario del suffragio femminile in Nuova Zelanda, Auckland.

## Riepilogo cronologico
1809
- In Connecticut le donne sposate sono state autorizzate ad iscriversi nei registri elettorali[114].

1810
- In Svezia il diritto informale di una donna non sposata di esser dichiarata come "maggiorenne" legalmente tramite dispensa reale è stato ufficialmente confermato dal parlamento[115].

1811
- In Austria alle donne sposate vengono concessi i diritti ad un'economia separata e di scegliere autonomamente le proprie professioni[116].
- In Svezia le donne d'affari sposate ottengono il diritto di prendere decisioni sui propri affari senza il previo consenso da parte del marito[117].

1821
- Nel Maine le donne sposate vengono autorizzate a possedere e gestire proprietà personali se fosse stata presente un'incapacità in tal senso da parte del coniuge[118].

1827
- In Brasile vengono aperte le prime scuole elementari per le ragazze e contemporaneamente la concessione dell'accesso alla professione di insegnante[119].

1829
- In India viene abolita la pratica del sati[120].
- In Svezia le ostetriche vengono autorizzate ad utilizzare strumenti chirurgici, uniche in Europa in quel tempo ad avere lo status di chirurghe[121].

1832
- In Brasile Dionísia Gonçalves Pinto, sotto lo pseudonimo Nísia Floresta Brasileira Augusta pubblica il suo primo libro in cui affronta per la prima volta in Brasile i temi dell'uguaglianza intellettuale femminile e la loro capacità e diritto ad essere istruite partecipando alla vita pubblica su base paritaria con gli uomini (attraverso i diritti delle donne e l'abolizione della discriminazione maschile)[122]. Il testo, intitolato "Diritti delle donne e ingiustizia maschile" era una traduzione tratta da Woman not Inferior to Man, spesso attribuito a Mary Wortley Montagu[123][124].

1833
- In Ohio viene la prima università basata sulla coeducazione statunitense, l'Oberlin College[125].
- In Guatemala viene legalizzato il divorzio; verrà annullato nel 1840 e reintrodotto nel 1894[126].

1835
- In Arkansas le donne sposate vengono autorizzate a possedere beni propri, ma non a controllare le proprietà a proprio nome[127].
- Le Isole Pitcairn concedono alle donne il diritto di voto.

1838
- In Kentucky viene concesso il suffragio scolastico (il diritto di voto nelle riunioni scolastiche) alle vedove con figli in età scolare[128].
- In Iowa viene consentita la custodia unica dei figli alla madre in caso di divorzio; è il primo Stato statunitense a farlo[128].

1839
- in Mississippi vengono concessi alle donne sposate limitati diritti di proprietà; è il primo Stato statunitense a farlo[128].
- In Gran Bretagna la "Custody of Infants Act 1839" permette alle madri divorziate di ottenere la custodia dei figli sotto i sette anni, ma solo se il Lord cancelliere acconsente e soltanto se la madre è di "buon carattere"[129].
- In Mississippi la "Legge sulla proprietà delle donne sposate" concede alle donne sposate il diritto di possedere dei beni propri, ma non di controllare le proprietà a proprio nome[130].

1840
- In Texas le donne sposate sono autorizzate a possedere una proprietà privata[130].

1841
- In Bulgaria viene aperta la prima scuola pubblica per ragazze (educazione omogenea), rendendo disponibile l'istruzione e la professione di insegnante per le donne[131].

1842
- In Svezia viene introdotta la scuola elementare obbligatoria per entrambi i sessi[132].

1844
- Nel Maine viene fatta approvare una legge per permettere alle donne sposate di avere una proprietà separata a loro proprio nome (economia separata). È il primo degli stati federati degli Stati Uniti d'America a farlo[133].
- Nel Maine la "Sole Trader Law" concede alle donne sposate la possibilità d'intraprendere attività nel mondo degli affari, senza la necessità di un previo consenso da parte dei mariti[128].
- In Massachusetts alle donne sposate viene concesso il diritto di avere un'economia separata[134].

1845
- In Svezia viene concessa un'uguale eredità ai figli e alle mogli (in mancanza di una volontà chiaramente espressa altrimenti) per legge[135].
- Nello stato di New York alle donne sposate vengono concessi i diritti di brevetto[136].

1846
- In Svezia le professioni commerciali vengono aperte a tutte le donne non sposate[137].

1847
- In Costa Rica viene aperta la prima scuola superiore per ragazze e la professione di insegnante viene aperta alle donne[138].

1848
- Nello stato di New York il "Married Women's Property Act" concede alle donne sposate un'economia separata[139].
- Negli Stati Uniti d'America il 14-15 giugno il candidato presidenziale Gerrit Smith mette il suffragio femminile nella piattaforma del suo programma[140].
- In Persia viene tenuta tra giugno e luglio la Conferenza di Badasht[141][142].
- Nello stato d New York nel mese di luglio viene aperta la Convenzione di Seneca Falls; è la prima convenzione americana dei diritti delle donne[143].

1849
- Elizabeth Blackwell, nata in Inghilterra, diventa la prima donna medico nella storia americana[144].

1850
- In Inghilterra il "Langham Place Circle" diventa il primo movimento femminista inglese organizzato; esso include, tra gli altri, Barbara Bodichon (nata Leigh-Smith) e Bessie Rayner Parkes[17]. Esso istituisce una campagna per il miglioramento dei diritti femminili in materia di occupazione e d'istruzione.
- Ad Haiti apre la prima scuola permanente femminile[145].
- In Islanda viene richiesta l'uguaglianza nell'eredità per uomini e donne[146].
- In California la "Married Women's Property Act" consente alle donne sposate un'economia separata[147].
- In Wisconsin viene concessa la "Married Women's Property Act" che consente alle donne sposate un'economia separata[147].
- In Oregon le donne non sposate vengono autorizzate a possedere appezzamenti terrieri[116].
- In Danimarca inizia il movimento femminista con la pubblicazione del libro di Mathilde Fibiger intitolato "Clara Raphael, Tolv Breve"[148][149].

1851
- In Guatemala viene concessa la completa cittadinanza alle donne, ma ciò viene annullato nel 1879[150].
- Nel Nuovo Brunswick in Canada alle donne sposate viene concessa l'economia separata[151].

1852
- In New Jersey alle donne sposate viene concessa l'economia separata[134].

1853
- In Colombia viene legalizzato il divorzio (sarà revocato nel 1856 e reintrodotto nel 1992)[126].
- In Svezia la professione d'insegnante alla scuola primaria pubblica viene aperta ad entrambi i sessi[152].

1854
- In Norvegia viene richiesta l'uguaglianza nell'eredità per uomini e donne[116].
- In Massachusetts alle donne sposate viene concessa un'economia separata[147].
- In Cile viene aperta la prima scuola elementare pubblica per ragazze[153].

1855
- In Iowa l'Università dell'Iowa diventa la prima università pubblica statale mista negli Stati Uniti[154].
- In Michigan alle donne sposate viene concessa un'economia separata[131].

1857
- In Danimarca la maggiorità legale viene concessa alle donne non sposate[116].
- In Danimarca una nuova legge istituisce il diritto delle donne non sposate a guadagnarsi da vivere in qualsiasi mestiere nell'ambito del commercio[149].
- Nel Regno Unito il "The Matrimonial Causes Act 1857" consente alle coppie il divorzio tramite un procedimento civile[155][156].
- Nei Paesi Bassi diventa obbligatoria l'istruzione elementare sia per ragazzi sia per ragazze[157].
- In Spagna diventa obbligatoria l'istruzione elementare sia per ragazzi sia per ragazze[158].
- Nel Maine alle donne sposate viene concesso il diritto di controllare i propri guadagni[134].

1858
- Nell'impero russo vengono aperte le prime palestre per ragazze[159].
- In Svezia la maggiorità legale viene concessa alle donne non sposate, se richiesta; diventa automatica nel 1863[135].

1859
- Nel Canada occidentale alle donne sposate viene concessa un'economia separata[151].
- In Danimarca la carica d'insegnante di scuola pubblica viene aperta alle donne[160].
- In Russia le donne vengono autorizzate a seguire lezioni universitarie (questo diritto viene ritirato nel 1863)[159].
- In Svezia i posti di docente universitario e di ufficiale pubblico vengono aperti alle donne[161].
- In Kansas il "The Married Women's Property Act" concede alle donne sposate un'economia separata[147].

1860
- Nello stato di New York viene approvata una revisione del "Married Women's Property Act"  in cui viene concessa alle donne sposate la proprietà condivisa dei loro figli permettendo loro di esprimere, in nome dei figli, la volontà organizzativa e l'erogazione dei salari e concedendo loro il diritto di ereditare la proprietà[105].

1861
- In Australia Meridionale viene concesso alle donne possidenti il diritto di voto alle elezioni locali[162].
- In Kansas viene dato il suffragio a tutte le donne nelle elezioni scolastiche. Molti altri stati seguirono prima dell'inizio del XX secolo[128].

1862
- In Svezia il suffragio locale ristretto viene concesso alle donne. Nel 1919 viene concesso il suffragio con restrizioni e nel 1921 tutte le restrizioni vengono abolite[163].

1863
- In Finlandia alle donne contribuenti viene concesso il suffragio comunale in campagna, nel 1872 la riforma viene ampliata alle città[164].

1869
- Nel Regno Unito viene concesso alle donne il diritto di voto alle elezioni locali[165].
- Nello Wyoming viene garantito il diritto di voto alle donne, il primo stato americano a farlo[166].

1870
- Nello Utah alle donne viene concesso il diritto di voto, sarà revocato dal congresso degli Stati Uniti d'America nel 1887 come parte di uno sforzo nazionale per liberare il territorio dalla poligamia; viene ripristinato nel 1895 quando il suffragio femminile viene inserito nella costituzione del nuovo stato[167].
- In Inghilterra il "Married Women's Property Act" viene approvato, sarà ampliato nel 1874 e nel 1882 dando così il controllo alle donne inglesi dei loro guadagni e della proprietà[133].

1871
- In Danimarca viene fondata la prima organizzazione al mondo per i diritti delle donne da Mathilde Bajer assieme a suo marito Frederik, chiamata "Dansk Kvindesamfund" (Società delle donne danesi). Esiste ancor oggi.
- Nei Paesi Bassi la prima allieva si iscrive ad un'università olandese, l'Università di Groninga, si chiama Aletta Jacobs.

1872
- In Finlandia alle donne contribuenti viene concesso il suffragio comunale nelle città[164].

1881
- Nell'Isola di Man il diritto di voto viene esteso alle donne non sposate e vedove che posseggono delle proprietà, come risultato 700 donne ricevono il voto (comprendente circa il 10% dell'intero elettorato)[168].

1884
- In Canada vedove e zitelle diventano le prime donne a cui viene concesso il diritto di voto, prima nelle municipalità dell'Ontario e successivamente le altre province nel corso degli anni '90[169].

1886
- Sei stati statunitensi permettono il divorzio per motivi di crudeltà[128].
- Nella penisola coreana la Ewha Womans University di Seul diventa il primo istituto d'istruzione coreano espressamente pensato per le donne, fondata da Mary F. Scranton (una missionaria statunitense della chiesa metodista episcopale)[170].

1891
- Nel Nuovo Galles del Sud in Australia viene fondata la Lega per il suffragio femminile[171].

1893
- In Colorado viene concesso alle donne il diritto di voto[172].
- La Nuova Zelanda diventa il primo paese autogovernato al mondo in cui le donne abbiano il diritto di voto alle elezioni parlamentari[173].
- Nelle Isole Cook viene assegnato alle donne il diritto di voto nei consigli dell'isola e nel parlamento federale[174].

1894
- Nell'Australia meridionale viene concesso alle donne il diritto di voto[174].
- Nel Regno Unito viene esteso il diritto di voto alle elezioni locali per le donne sposate[175].

1895
Quasi tutti gli stati federati statunitensi promulgano una qualche forma di legge individuale sulla proprietà e i guadagni, oltre alla concessione per le donne sposate di eseguire commerci senza il previo consenso del marito, di controllare le loro proprietà e guadagni.
1896
In Idaho viene concesso alle donne il diritto di voto.
1900
- In Australia Occidentale viene concesso alle donne il diritto di voto[177].
- In Belgio la maggiorità legale viene concessa alle donne non sposate[178].
- In Egitto una scuola per insegnanti di sesso femminile viene fondata al Cairo[179].
- In Francia le donne vengono autorizzate ad esercitare la professione forense[180].
- In Corea la professione di ufficiale postale viene aperta alle donne[181].
- In Tunisia viene aperta la prima scuola elementare pubblica per ragazze[179].
- In Giappone vengono aperte le prime università femminili[182].
- Nel granducato di Baden in Germania l'università viene aperta alle donne[183].
- In Svezia il congedo di maternità viene concesso per le lavoratrici del settore industriale.

1901
- In Bulgaria l'università viene aperta alle donne[184].
- A Cuba l'università viene aperta alle donne[185].
- In Danimarca il congedo di maternità viene concesso per tutte le donne lavoratrici[186].
- In Svezia viene istituita la prima legge riguardante il congedo parentale. Solo per le donne che lavorano come operai salariati viene richiesto che i datori di lavoro non permettano alle donne di lavorare nelle prime quattro settimane dopo il parto[187].
- In Australia viene eletto il primo parlamento con una franchigia non uniforme. In precedenza le legislazioni esistenti avevano un franchising separato per stato; nell'Australia meridionale e occidentale le donne avevano il voto, sempre nell'Australia meridionale gli aborigeni (uomini e donne) avevano il diritto di voto, mentre nel Queensland e nell'Australia occidentale era esplicitamente negato il diritto di voto[188][189].

1902
- In Cina il Loto d'oro o fasciatura dei piedi viene bandito dagli editti imperiali della dinastia Qing (l'ultima dinastia cinese)[190]
- A El Salvador alle donne sposate viene concessa un'economia separata[191].
- A El Salvador la maggiorità legale viene concessa alle donne sposate[191].
- Nel Nuovo Galles del Sud in Australia viene concesso alle donne il diritto di voto alle elezioni statali[192].
- In Inghilterra una delegazione di lavoratori tessili composta da donne del Nord del paese presenta una petizione al parlamento con 37.000 firme per chiedere il suffragio femminile[193].

1903
- Nella Baviera in Germania l'università viene aperta alle donne[194].
- In Svezia gli uffici medici pubblici sono aperti alle donne[195].
- In Tasmania (Australia) viene concesso il diritto di voto alle donne[196].
- In Inghilterra viene fondata la Women's Social and Political Union[193].

1904
- In Nicaragua alle donne sposate viene concessa un'economia separata[191].
- In Nicaragua la maggiorità legale viene concessa alle donne sposate[191].
- Nel Regno di Württemberg in Germania l'università viene aperta alle donne[194].
- In Inghilterra la suffragetta Dora Montefiore si rifiuta di pagare le tasse perché le donne non potevano votare[197].

1905
- Nel Queensland in Australia alle donne viene concesso il diritto di voto[198].
- In Islanda gli istituti scolastici sono aperti alle donne[116].
- In Russia le università vengono aperte alle donne[116].
- In Inghilterra, il 10 ottobre, Christabel Pankhurst e Annie Kenney diventano le prime donne ad essere arrestate in seguito di una manifestazione pubblica per il suffragio femminile[197].

1906
- In Finlandia viene concesso alle donne il diritto di voto[199], è il primo paese europeo a farlo[200].
- In Honduras alle donne sposate viene concessa un'economia separata[191].
- In Honduras la maggiorità legale viene concessa alle donne sposate[191].
- In Honduras viene legalizzato il divorzio[126].
- In Corea la professione di infermiere viene permessa alle donne[201].
- In Nicaragua viene legalizzato il divorzio[126].
- In Svezia viene concesso il suffragio comunale alle donne sposate[202].
- Nella Sassonia, in Germania, l'università viene aperta alle donne[194].
- In Inghilterra una delegazione di donne della "Women's Social and Political Union" e della "National Union of Women's Suffrage Societies" incontra il primo ministro Sir Henry Campbell-Bannerman[193].
- In Inghilterra la parola "suffragetta" viene coniata come un insulto rivolto ai membri della "Women's Social and Political Union"; è utilizzato per la prima volta dal Daily Mail[200].
- In Gran Bretagna la Federazione nazionale delle donne lavoratrici viene fondata da Mary Macarthur[200].

1907
- In Francia le donne sposate ottengono il pieno controllo del proprio reddito[203].
- In Francia le donne vengono ammesse alla tutela dei figli[180].
- In Norvegia alle donne viene concesso il diritto di candidarsi alle elezioni, anche se ciò rimase soggetto a restrizioni fino al 1913[204].
- In Finlandia i primi membri femminili del parlamento nella storia del mondo vengono eletti[199].
- In Uruguay viene legalizzato il divorzio[205].
- In Inghilterra la "National Union of Women's Suffrage Societies" organizza la prima manifestazione nazionale delle donne, conosciuta come la "marcia nel fango" a causa delle condizioni avverse del tempo[200].
- In Inghilterra la baronessa Emmeline Pethick-Lawrence fonda assieme al marito Frederick il giornale delle suffragette Votes for Women.
- In Inghilterra viene formata la "Women's Freedom League" quando Charlotte Despard e altre si staccarono dalla "Women's Social and Political Union"[200].
- In Inghilterra la "Qualification of Women Act 1907" permette alle donne di essere elette come sindaco e nei consigli comunali di quartiere[200].

1908
- In Belgio le donne vengono autorizzate a svolgere attività giudiziarie in tribunale[116].
- In Danimarca le donne non sposate divengono legalmente tutrici dei loro figli[186].
- In Perù l'università apre alle donne[206].
- In Prussia, Alsazia-Lorena e Assia (in Germania) l'università apre alle donne[194].
- In Danimarca viene concesso alle donne con più di 25 anni il diritto di voto nelle elezioni locali[207].
- A Victoria (Australia) viene concesso alle donne il diritto di voto alle elezioni statali[208].
- In Inghilterra il 17 gennaio le suffragette si incatenano alla ringhiera del 10 Downing Street[200]; Emmeline Pankhurst viene arrestata per la prima volta[200]; la "Women's Social and Political Union" introduce nelle loro campagne di propaganda il lancio di pietre[200].

1909
- In Svezia le donne vengono ammesse ai consigli comunali[202].
- In Svezia la frase "uomo svedese" viene rimossa dai moduli di domanda negli uffici pubblici e le donne vengono così ammesse come candidati alla maggior parte delle professioni pubbliche[195].
- Nel Meclemburgo (Germania) l'università apre alle donne[194].
- In Inghilterra nel mese di luglio Marion Dunlop diventa la prima suffragetta incarcerata a cominciare uno sciopero della fame; come conseguenza ne viene ordinata l'alimentazione forzata[200].
- A Chicago le donne vengono elette per la prima volta come procuratori dell'assemblea spirituale locale Bahá'í; dei nove membri eletti a servire l'ufficio con voto segreto tre sono donne, tra cui Corinne True (in seguito nominata tra i Mani della Causa)[209].

1910
- In Danimarca l'Internazionale Socialista riunitasi a Copenaghen istituisce una giornata delle donne di carattere internazionale per onorare il movimento per i diritti delle donne e per aiutare a raggiungere il suffragio femminile[210].
- A Washington (USA) viene concesso alle donne il diritto di voto[211].
- In Ecuador viene legalizzato il divorzio[126].
- In Inghilterra il 18 novembre è stato il "Venerdì nero"; le suffragette e la polizia si scontrano violentemente al di fuori del parlamento del Regno Unito dopo il fallimento del primo "Conciliation Bill". Ellen Pitfield, una delle manifestanti, muore a seguito delle gravi ferite riportate[197].

1911
- In Inghilterra Ethel Smyth compone la "marcia delle donne", canzone ufficiale delle suffragette[197].
- In Portogallo la maggiorità legale viene concessa alle donne sposate (sarà revocata nel 1933 dallo Estado Novo (Portogallo))[212].
- In Portogallo viene legalizzato il divorzio[212].
- In California viene concesso alle donne il diritto di voto[213].
- In Austria, Danimarca, Germania e Svizzera il 19 marzo viene istituita e celebrata per la prima volta la Giornata internazionale della donna. Più di un miline di donne e uomini hanno partecipato alle varie manifestazioni che sostengono la campagna per il diritto delle donne a lavorare, votare, essere formate professionalmente, svolgere funzioni pubbliche ed essere libere dalla discriminazione[214].
- In Sudafrica Olive Schreiner pubblica "Le donne e il lavoro"[197].

1912
- In Oregon, Kansas e Arizona viene concesso alle donne il diritto di voto[215].
- In Inghilterra Sylvia Pankhurst istituisce la sua "Federazione delle suffragette" a East London[197].
- Negli Stati Uniti tutti gli organi amministrativi maschili della fede Bahá'í vengono completamente sciolti da 'Abdu'l-Bahá durante la sua visita americana e sostituiti con istituzioni integrate[209].
- In Palestina (allora parte dell'impero ottomano) a Bahíyyih Khánum, durante i periodi in cui suo fratello è stato allontanato in America, viene attribuita la carica direttiva per la fede

Bahá'í.
1913
- In Russia le donne celebrano la loro prima "Giornata internazionale delle donne" l'ultima domenica di febbraio; dopo varie discussioni essa viene trasferita all'8 di marzo (data che si manterrà)[214].
- In Alaska viene concesso alle donne il diritto di voto[215].
- In Norvegia viene concesso alle donne il diritto di voto[218].
- In Giappone le università pubbliche vengono aperte alle donne[219].
- In Inghilterra la suffragetta Emily Davison viene uccisa dal cavallo del re Giorgio V del Regno Unito all'"Epsom Derby"[197].
- In Inghilterra il 50% delle donne iscritte partecipa ad un pellegrinaggio organizzato dalla " National Union of Women's Suffrage Societies" giunge fino a Hyde Park il 26 luglio[197].

1914
- In Russia le donne sposate ricevono il loro primo passaporto interno[159].
- In Montana e Nevada viene concesso alle donne il diritto di voto[215].
- In Inghilterra la suffragetta Mary Richardson entra alla National Gallery di Londra e sfregia con un coltello la Venere Rokeby[197].

1915
- In Danimarca viene concesso alle donne il diritto di voto[207].
- In Islanda viene concesso alle donne il diritto di voto, con condizioni e restrizioni[204].
- Negli Stati Uniti l'American Medical Association comincia ad ammettere delle donne come suoi membri[29].
- In Galles del nord viene fondato il primo istituto femminile della Gran Bretagna[197].

1916
- Ad Alberta, Manitoba e Saskatchewan (Canada) viene concesso alle donne il diritto di voto[220].
- Negli Stati Uniti Margaret Sanger apre il suo primo ambulatorio americano[221].
- In Inghilterra la "Cat and Mouse Act" viene introdotta per le suffragette che hanno intrapreso uno sciopero della fame.[197]

1917
- A Cuba alle donne sposate viene concessa un'economia separata[191].
- A Cuba la maggiorità legale viene concessa alle donne sposate[191].
- Nei Paesi Bassi le donne ottengono il diritto di elezione[222].
- In Messico la maggiorità legale viene concessa alle donne sposate[191].
- In Messico viene legalizzato il divorzio[191].
- Lo stato di New York concede alle donne il diritto di voto[215].
- In Bielorussia viene concesso alle donne il diritto di voto[223].
- Nella Repubblica Socialista Federativa Sovietica Russa viene concesso alle donne il diritto di voto[224].

1918
- A Cuba viene legalizzato il divorzio[126].
- Nella Costituzione sovietica del 1918 viene dichiarato che "le donne hanno uguali diritti degli uomini"[225].
- In Thailandia l'università apre alle donne[226].
- In Inghilterra Marie Stopes, che credeva nell'eguaglianza nel matrimonio e nell'importanza del desiderio sessuale femminile, pubblica Married Love[25], un manuale sessuale che, secondo un sondaggio di accademici americani effettuato nel 1935, era uno dei 25 libri più influenti dei precedenti 50 anni, davanti a Relatività. Esposizione divulgativa di Albert Einstein, di Mein Kampf di Adolf Hitler, de L'interpretazione dei sogni di Sigmund Freud e de Le conseguenze economiche della pace di John Maynard Keynes[227].
- In Michigan, Dakota del Sud e Oklahoma viene concesso alle donne il diritto di voto[215].
- In Austria viene concesso alle donne il diritto di voto[220].
- In Canada viene concesso alle donne il diritto di voto a livello federale (l'ultima provincia a concedere il suffragio femminile è stato il Québec nel 1940)[228].
- Nel Regno Unito viene approvata la " Representation of the People Act 1918" che ha permesso alle donne di età superiore ai 30 anni che hanno ttenuto una qualifica di proprietà di votare. Sebbene 8.5 milioni di donne soddisfacessero questo criterio, rappresentavano solo il 40% della popolazione totale di donne nel Regno Unito. Lo stesso atto ha esteso il voto anche a tutti gli uomini oltre i 21 anni[229].
- Nel Regno Unito viene approvata la "Parliament (Qualification of Women) Act 1918"  che consente alle donne di essere membri del parlamento[197].
- In Cecoslovacchia viene concesso alle donne il diritto di voto[220].

1919
- Nella repubblica di Weimar viene concesso alle donne il diritto di voto[220].
- In Azerbaigian viene concesso alle donne il diritto di voto[230].
- Nel regno d'Italia le donne acquisiscono maggiori diritti di proprietà, compreso il controllo dei loro guadagni e l'accesso ad alcune posizioni giuridiche[231].
- In Gran Bretagna la "Sex Disqualification (Removal) Act 1919" viene promulgata. In un'ampia dichiarazione di apertura precisava che "[una persona] non sarà squalificata per sesso o matrimonio dall'esercizio di qualsiasi funzione pubblica, né da essere nominata o in un ufficio civile o giudiziario, o di svolgere qualsiasi professione civile o vocazionale". La legge ha fornito opportunità di lavoro per le donne non sposate e molte sono state nominate magistrati, ma in pratica è sceso al di sotto delle aspettative del movimento delle donne. Le posizioni di alto livello nel servizio pubblico erano ancora chiuse alle donne e avrebbero sempre potuto essere escluse dalle giurie se si fossero dimostrate troppo "sensibili"[232].
- Il Lussemburgo concede alle donne il diritto di voto[233].
- In Canada le donne ottengono il diritto a essere candidate alle elezioni federali[234].
- Nei Paesi Bassi viene concesso alle donne il diritto di voto. Il diritto di elezione era già stato concesso nel 1917[235].
- In Nuova Zelanda viene permesso alle donne i candidarsi alle elezioni parlamentari[236].
- In Inghilterra Nancy Astor diventa la prima donna a sedere nei banchi della camera dei comuni[197].

1920
- Nella Repubblica di Cina le prime studentesse vengono accolte all'università di Pechino, il provvedimento sarà presto seguito anche dalle università di tutto il resto del paese[237].
- Ad Haiti la professione di farmacista viene aperta alle donne[145].
- In Corea la professione di operatore telefonico, così come diverse altre professioni (come gli impiegati) viene aperta alle donne[201].
- In Svezia la maggiorità giuridica viene concessa alle donne sposate assieme alla concessione di uguali diritti matrimoniali[135].
- Negli Stati Uniti il 19° emendamento viene convertito in legge, concedendo a tutte le donne statunitensi il diritto di voto[128].
- In Inghilterra l'Università di Oxford apre i propri corsi alle donne[200].

1921
- In Inghilterra viene fondato il "Six Point Group" dalla viscontessa Margaret Mackworth per spingere le donne verso la parità sociale, politica, occupazionale, morale, economica e giuridica[200].

1922
- In Cina la "Giornata internazionale delle donne" viene celebrata per la prima volta[238].
- Nel Regno Unito viene approvata la legge sulle proprietà, conferendo alle mogli il diritto di ereditare la proprietà in egual misura con i loro mariti[200].
- In Inghilterra viene approvata la legge sull'infanzia, escludendo la pena di morte per le donne che hanno ucciso i loro figli se le loro menti delle sono state trovate non equilibrate[200].

1923
- In Nicaragua Elba Ochomogo diventa la prima donna ad ottenere un diploma universitario[239].
- In Inghilterra la legge sulle cause matrimoniali concede alle donne di richiedere il divorzio per motivi di adulterio[240].

1925
- Negli Stati Uniti la "Guardianship of Infants Act" concede ai genitori un'eguale potestà nei confronti dei figli[200].

1928
- Nel Regno Unito il diritto di voto viene concesso a tutte le donne britanniche allo stesso modo degli uomini[241].

1934
- In Turchia le donne ottengono il diritto di voto e di diventare candidati per essere elette ugualmente agli uomini, dopo le riforme per una nuova legge civile.